# 2022年3月上海市2019冠状病毒病聚集性疫情相关争议及事件
2022年3月上海市2019冠状病毒病聚集性疫情相关争议及事件介绍2022年3月上海市2019冠状病毒病聚集性疫情中发生的相关事件以及本次疫情中在上海所采取的防疫政策、防疫手段有关的争议。 

根据中共中央总书记习近平和中央政治局常委会的指示，中国大陆执行清零政策，随着疫情的发展，上海市委和市政府不断采取一些堪称极端的防疫措施——绝大多数市民被限制在自己的住所中要求“足不出户”；城市正常功能的运转被极大限制；还有大量居民被要求在条件恶劣的集中隔离点进行隔离；当局甚至命令有的社区进行整体搬迁，这导致上海不断出现了大量的次生灾害：民众与当局产生了一定的冲突；有的宠物被扑杀；许多病人得不到应有的医疗服务，有的甚至因此而死亡；部分民众连基本的口粮都得不到保障；有些民众被强制送往方舱医院，有人甚至认为上海当前已经出现了大规模的人道主义灾难，当局的防疫手段也因此备受争议。
上海的状况，也让人们不免对当局的防疫政策产生质疑。许多人认为上海正在面临两难的选择，“躺平”可能带来更多的死亡病例，“封控”则会带来越来越多的次生灾害。有人认为这说明上海当局没有及时采取果断措施，导致疫情蔓延，是一切的主因。还有人认为“动态清零”政策才是一切的根源，是一个不可持续的政策，上海当前的灾难完全是疫情防控政策本身造成的，是以政治而不是科学指导防疫的后果，他们认为“病毒不可怕”而“防控政策本身才可怕”。
上海的状况也引起了一些外交上的反应。

## 相关争议

### 外交行动
3月31日，法国驻上海总领事馆代表欧盟共24个成员国致函上海市政府，要求保障欧盟公民获得紧急医疗服务的权利；确保被集中隔离的个人的宠物能够得到定期喂养；降低各项封控限制并且不要因防疫将父母和孩子分开。
4月8日，法国驻华大使馆宣布，在上海的五千多名法国选民将无法参加预计于10日举行的2022年法國總統選舉投票，因为中国当局拒绝了法国使馆提出有关让在沪法国公民到当地领馆投票的请求。
4月9日，美国国务院允许美国驻上海总领事馆的非紧急美国政府雇员及家属自愿撤离上海，美国大使馆還指出在中国的美国公民可能面临涉及疫情防控的“任意执法”。外交部发言人赵立坚在美國要求駐上海的使領館人員撤離後表示，“中方防疫政策科学有效”，“对美方在其声明中无端指责中国防疫政策表示强烈不满、坚决反对，已向美方提出严正交涉”。
4月11日，美国国务院下令美国驻上海总领事馆的非紧急美国政府员工強制撤离。對此趙立堅又表示中方对美方把人员撤离问题政治化、工具化表示强烈不满，中方防疫政策科学有效，美方应当立即停止攻击中方防疫政策。
4月15日，日本驻上海总领事赤松秀一致函上海副市长宗明，指当地日资企业因防疫措施，面临诸多困难，生产经营无法正常运行已经一个多月，甚至“不得不开始将生产和制造向其他地区和国外转移”。赤松秀一在信中指出，目前上海约有4万日侨，和1.1万家日企。“随着疫情防控措施的长期化，生产经营无法正常运行的状态已持续了一个多月，对企业造成的影响明显日趋严重”，并“迫切希望疫情平稳后，迅速恢复经济正常运行”。
4月16日，美国疾控中心宣布，由於上海當局的措施有可能妨碍赴美旅客按时获得核酸检测阴性或染疫康复的证明，因此一些來自上海的某些人士（僅限美國公民、美国国民、合法永久居民等身份）无需提供核酸检测阴性或染疫康复证明就可以登机前往美国。此政策暫定至2022年5月11日。同日，韩国驻上海总领事馆向復旦大學發函，懇請復旦大學協助韩国學生回國。

### 数据造假
截至2022年4月初，上海报告了超过十万例感染者，但其中重症只有一位，有人质疑上海诊断标准过松，防疫松懈，数据失实。
也有人质疑疫情数据实际上受到政治等因素干预，与真实情况不符。

### 防疫政策
在2020年武汉疫情发生后，上海有别于中国大陆的其它省市，采取了以分类分区精准落实防控措施的“精准防疫”作为防疫政策，引发正反评价。
2022年4月，上海疫情十分嚴峻，嚴格的防疫政策引發很大爭議，中共中央總書記習近平同時間在海南省實地考察時強調要繼續堅持動態清零政策，不能放鬆防控工作。

#### 认为防疫过鬆
由于疫情严峻，上海從3月14日起暫停全市客運站運營，並按行政區分區封鎖排查和核酸檢測，防控策略也因此转为“减少流动+扩大筛查”。
主张精准防控策略的张文宏医生在微博发文解释，上海的精准防控在奥密克戎BA.2传播之际，由于发生突然、启动晚、病毒快，令疫情防控吃力，强调“防控的节奏不能乱，信心不能丢失”。
上海疫情爆发至今，并无任何地区被划为高风险区，且迟至4月11日才划定封控区、管控区和防范区，多人在防疫收紧之后仍顺利离开上海前往中国其它地区，有声音认为上海的“精准防控”实为“躺平”，更有一些人将“精准抗疫”讽刺为“精准外溢”。有媒体认为，上海于3月28日后完全放弃了精准防疫策略，变相封城，形容是“亡羊补牢”。此举也引發了中國輿論場對「滬吹」的圍剿戰。由于上海市本轮疫情报告了较多的阳性感染者，上海的精准防疫政策被认为引發高層不滿。也有民众认为，面对传播力极强的奥密克戎毒株，上海的精准防控措施可能无法奏效。
也有媒体如《南洋商报》对比了本轮上海疫情与稍早前爆发的深圳疫情，指深圳以较为严格的防控手段让市民生活较快地恢复了正常。
中国国务院主办的《经济日报》4月17日发表评论文章称，近期，面对“动态清零”带来的一些生产生活不便，出现了“躺平”“与病毒共存”等论调，“对奥密克戎产生轻敌思想，如果任其泛滥，后果将极其严重。”中国国家卫生健康委党组书记、主任马晓伟4月18日在官媒撰文提出，要旗帜鲜明反对当前一些所谓的“病毒共存”等错误思想和“病毒流感化”等错误论调，坚持“外防输入、内防反弹”总策略、“动态清零”总方针。马晓伟强调，要“坚决巩固来之不易的防控成果，用实际行动迎接党的二十大胜利召开”。
新西兰媒体人安柏然（Andy Boreham）表示，中國境外媒體很多关于上海疫情的新闻报道都非常糟糕，有很多事实性错误，尤其是BBC记者白洛宾的一些不实报道令他非常生气。他表示，“上海没有选择，只有战胜疫情”。

#### 认为防疫过严
奥密克戎变异株传播速度较快但毒性较温和的特点使習近平当局实行的清零政策面临更多质疑。多家媒体指出，中国当局主推的清零政策与上海当局的科学精准防疫策略产生了冲突，防疫不再以科学为依据，而主要出于政治导向，是“政治防疫”。有媒体声称，继续实行“动态清零”政策将使中国经济真正处于衰退状态，使中国当局面临经济下行和清零政治需要这个无解的难题。

2022年2月，前中共中央党校教授蔡霞从国务院的一位人士获悉，在此次疫情爆发以后，上海举行了一次有约60名流行病专家参加的在线会议。根据会议共识，倘若上海按照最新公布的官方指导方针包括放宽隔离要求，当地的日常生活可以正常进行，上海市党政系统及卫生系统的大部分官员均支持这一做法。但这一做法遭到习近平的反对，拒绝听取专家意见，继续执行清零政策。蔡霞认为，倘若领导人更开放地接受影响性的意见或被更有力的制衡，似乎不太可能实施如此严厉的政策；抑或一旦成本和民怨变得显而易见，起码会改弦易辙。
也有上海民众质疑当局过度防控。有自稱是上海醫護的網民認為不應动用大量資源进行防疫，例如大規模動員醫護和防疫人員協助封控，以及大量興建方艙醫院去隔離輕症病人等，更稱當地因過度防疫而死的人比因COVID-19病死的人還多，質疑是否還要堅持“動態清零”。网络上广泛流传一份“上海市民与疾控中心对话录音”中上海疾病控制中心的官员朱谓萍称“我们专业人员说的话根本没人听，现在把这个病变成了‘政治病’，花了这么多人、财、物去做一个流感的防控，现在你看哪个国家防流感这么防嘛。”据英国广播公司4月11日报道，上海浦东新区被封控管理两周多的一位居民表示：“这样做毫无科学根据和意义。它唯一的意义就是政治意义：这已经是一个政治运动。这样做的意义是满足领导的政治意图，因为中国的清零政策不能失败，所以就一条路走到黑，不管老百姓死活和经济代价有多大……太疯狂了。像我们这代80后，之前没体验过文化大革命，这是我第一次遇到这样社会式的疯狂的政治运动。” 原上海长征医院主任医师缪晓辉4月7日撰文呼吁当局要关注和解决新冠疫情下“额外死亡”的问题。缪晓辉引用中国疾控中心的周脉耕团队2021年在《英国医学杂志》BMJ发布的数据估算，仅是糖尿病患，上海因新冠疫情全面封控后，额外增加死亡人数可能高达2141人，因此奥密克戎感染后的死亡率远远低于因封城導致的医疗挤兑带来的额外死亡。缪晓辉還質疑维护清零政策的防疫专家吴尊友和梁万年誤導人民，表示如果這兩位有本事清零，他會对着14亿人割腕谢罪。4月23日，缪晓辉再次呼吁停止清零，表示浦东封控第27天，接近4个最大潜伏期，浦西封控第23天，超过3个最大潜伏期，結果陽性人數还依舊高位，已完全不符合传染病流行的基本规律和干预结果。原航天厂党委书记，闵行区人大代表、常委杨海表示：“大家感觉自己就像被卷入了一种任性的、固执的、碾压式的、不顾一切的、强行推进的漩涡之中，这种置整座城市的生机于不顾，置百姓之生息与不顾的做法，是否经得起历史的考验”。聯合報指出，即使「清零」防疫策略已在上海等地引發諸多亂象與民怨，但習近平依然要求要堅持「動態清零」。4月14日英国广播公司指出，上海当前的疫情防控措施愈发缺乏科学依据，沦为一场卷土重来的疫情和中国共产党信誉之间的战争。
美国抗疫专家安東尼·佛奇表示，中国在疫情初期做得好，但现在是一场“灾难”。他表示，如果要封锁一个国家，首先要意识到这是一项临时措施，以给你足够时间来给绝大多数人群接种好的疫苗，尤其是对脆弱人群，如老年人。但中国显然不是这样做的。他们采取了封锁措施，但疫苗的使用情况，特别是在老年人中，非常糟糕。坦率地说，他们使用的疫苗，不如世界上其他地方使用的疫苗有效。所以，我理解封锁策略，但你必须有目的地这样做。如果你只是封锁，等待病毒消失，这是不会发生的。
世界衛生組織總幹事譚德塞多次表示，中國對COVID-19病毒的零容忍政策是不可持續的。
批评人士指出，一些反映上海居民生活现状和困难的报道正在遭受网络审查。美国评论人士章家敦表示，中国在上海的“清零”措施其本质是极权主义。在上海居住4年的一家太阳能电池板咨询公司Greenwire的销售总监Jason Vanmaele遗憾的表示：“在中国，我行动的自由和思想的自由都被剥夺了。”身处上海的《经济学人》驻华记者唐·韦恩兰德（Don Weinland）称，人们成了某种灾难性政治实验的一部分。中国资深媒体人长平指出，上海居民的饥饿是中国政府策划的一场远离科学的政治实验的结果，目的在于证明专制强于民主。中国大陆作家王力雄认为，在中国的威权体制下，像上海这样的人为危机不可避免。他说，中国政府近年来打压了公民社会的几乎所有方面之后，这种风险已经加大。《新苏黎世报》发表评论指出，上海封城导致的混乱场面，毫无掩饰地显示出了专制政权的疯狂，也暴露出了中国“清零政策”的种种弊端。《世界日报》形容上海封城更像是“杀敌无影，自伤无数”，并质疑这种不惜一切代价清零清零再清零的结果，可能会走向正争取在中共二十大连任习近平所期望的反面。4月12日，產經新聞台北支局長矢板明夫表示，此次上海封城嚇到了很多日本商人，他們正計畫離開中國。矢板明夫更進一步指出，「在中國不管社會地位有多高、生意有多大，即使住在豪宅、家裡有傭人的富有人士，但只要最高領導人的心情不好，隨時可能餓肚子，可能有病不能看，可能出門也會被人毆打。而且當面臨困難時也沒有民意代表會為百姓服務、沒有媒體會替百姓伸張正義、百姓在網上發文求救，可能被刪號甚至有牢獄之災。」中国独立学者吴强指出，中国国内已经形成一种防疫的極權主義的恐怖气氛，以越来越加速的方式在进行，而上海只是其中一个外界看得到的样板。费加罗报表示，奥米克戎变体将中国头号人物推到了他的全封闭的疯狂逻辑的尽头。在过去的五个星期里，上海的2600万居民陷入了卡夫卡式的地狱，他们被饥饿笼罩，被强迫性的禁闭驱使，让人想起中国式古拉格。中国的战略确实拯救了生命……但代价是严酷的监狱制度。费加罗报还表示，中国的清零政策最骇人的是，没有前景，一条不归路。习近平没有为上海，也没有为其他46座受到全部或部分封锁的城市说一句话，也没有解释为什么他没有选择给他的人民接种有效的疫苗。
世界衛生組織緊急事務主任邁克·瑞安表示，實施新冠病毒零容忍政策時還需要考慮到該政策對人權的影響。
4月8日，中国欧盟商会致函中国政府表示，大规模核酸检测和隔离的旧方式无法克服Omicron變異株带来的挑战。当前为试图控制最近在中国爆发的COVID-19疫情而采取的措施正在严重影响中国境内的供应链。中国欧盟商会还敦促中国改变防疫政策，例如允许一些新冠患者在自己家里进行隔离以及允许中国民众接種mRNA疫苗。同日，法國世界報的一篇社论文章指出，目前中国实施的严厉的清零政策越来越不被民众接受，这揭示了中国当局的民族主义卫生政策尤其是疫苗政策陷入僵局。截至4月7日，中国有2万多人感染，其中绝大多数是无症状的，只有824例是确诊病例，但由于“新冠清零”政策由习近平决定，任何的一丝一毫的灵活都不被允许。尽管上海动员了军队和超过30万党员，但医院里还是人满为患，食品和饮用水的运送也很混乱，中国的防疫已经走入极端。维权人士季孝龙形容习近平是今天的堂吉诃德，他指出“中国式的社会主义者他们会同堂吉诃德一样同风车做斗争，他们会努力去实现事关他们脸面的目标，即便这是以2600万上海人民的福祉，民生，甚至生命为代价，但是，他们挑战大风车，他们挑战真理，他们挑战自然规律，他们会碰得头破血流，他们会努力，但是，他们的目标实现不了，而且会付出承重的社会代价。”4月14日起，一篇由匿名上海市民撰稿的发表于微信公众号“摩耶夫人”的文章《上海人的忍耐已经到了极限》在中国网络上大规模传播，文章细数“封城”期间种种问题，形容上海“每天都有刷新底线的事件”，直斥种种封控苛政是“连坐陪罪制度”。该文质疑“既然我们抗疫的主要目标是为了保护老人，那这些吃不上饭、看不上病、甚至还要搭上命的老人现状是怎么造成的？”，还指责核酸检测和各种封控政策没有效果。截至4月14日22:00，《上海人的忍耐已经到了极限》一文获得中国网民巨大回响，即使对文章的评论也有数十万人点赞。曾于2020年武汉封城时前赴当地的公民记者陈秋实亦于推特表示：“嗯，都封掉了，说明确实写的挺好！”。据称，《上海人的忍耐已经到了极限》一度在微信平台被删除，删前后台阅读量超过2000万，被称为史上阅读量最高的微信公众号文章。目前原文已被恢复，但仍因“违反相关法律法规”被禁止分享，原因未知。
4月11日下午，经济学家郎咸平的母亲在上海的医院急诊室门口等待核酸检测结果4个小时未果，终因未及时就医过世。郎咸平本人也因上海封城没见上母亲最后一面。他表示“防疫方向没错，但很多方式方法值得商榷”，呼吁“政府尽快恢复国际都会的经济活动，否则上海经济将螺旋式下滑”。5月，微信公众号“照路明”公布的一份针对上千人进行的《上海居民疫情心理状况》调查显示，4月以来，超过四成的上海居民出现抑郁情绪，許多人感到低落、无望，並且對对事物失去兴趣。4月上海居民的心烦指数达到3.7分，超过了2020年初新冠疫情刚刚暴发时的3.42分；焦虑指数达到3.6分，创下了两年来的第二高分。
4月中旬，香港福克斯传媒旗下的一家地方平台《这是上海》對居住在上海的950名外国人進行调查。其中48%的受访者表示，他们会在今后12个月内离开上海。另有37%的人表示，他们会等到疫情结束，再看情况决定是否离开。路透社也表示有银行家、基金经理希望离开上海。同样，由于对疫情防控政策不满，有移民意愿的中国大陆居民也在激增。
上海民族黨负责人何岸泉针对上海“精准防控”实为“精准外溢”的说法回应称，上海人口服心不服，因为清零政策才是真正荒唐的防疫政策。“对话中国”智库所长王丹博士针对“香港大量老年人死亡，所以为保护老年人的生命应当坚持动态清零”的说法回应称，这种说法是“瞎扯”，上海现在最大的问题就是老年人得不到保护。吴国光指出，上海稍早以前采取的“精准防控”本来是一个明智的路子，在病毒对生命的威胁度小了很多以后，即使付出些代价，也不会付出那么大代价，从而给中国的粗暴的防疫方式至少一个缝隙，探索一条新路。胡锡进对此表示，“不能因为上海疫情扩散了，就否定精准防控本身”。
中国独立学者吴强指出：“党内卫生系统内要求结束动态清零的声音是相当强大的，他们不能不对互联网的审查有所影响，他们不能不对上海封城带来的影响感到同情。共存派的声音在党内的声音相当强的，这也是（为什么）新华社4月14日发文坚持反对共存主义，坚持动态清零。”
约翰斯·霍普金斯大学高级学者阿梅什·阿戴尔贾表示，中国政府称如果放弃清零，中国的感染人数会激增，卫生系统会瘫痪，但中国这样的尴尬处境是政府自找的，清零是他们的选择，是他们领导人的选择。现在他们面临一个无法被根除的病毒，一群没有任何免疫力的高风险人群，和一个被这个情况绑架的卫生系统，他们只能怪他们的领导层，他们自己的领导层让他们陷入了这个困境。他表示：“中国有两年时间来思考，他们没有做到一件最重要的事，那就是给高风险人群接种疫苗，他们没有理由不这样做，而且没有使用他们可以得到的最有效的疫苗。他们继续诽谤mRNA疫苗，抵制有助于控制病毒的辉瑞和莫德纳疫苗。”他还表示：“政府的作用是制定隔离规定，确保人们接触到病毒后不会相互感染，这项工作要结合已有的最好的科学技术，而不是使用陈旧手段，要使用非常准确的指导工具，帮助人们隔离。政府的作用不是把人们锁在家里，在公寓周围建造围墙，或者把孩子从父母身边带走。这些不是任何一个合法政府的作用。”
5月起，上海疫情有部分缓解，不过仍然采取了许多激进的措施应对疫情，如“一人阳性全楼转运”等，引发争议，许多人认为上海当局是在随意加码防疫措施，缺乏必要性、合理性。

#### 抗议行为
上海民族黨成员自4月4日起在中國駐紐約總領事館对面街道上进行了为期三天的绝食抗议，以表达对上海防疫政策的不满。華爾街日報表示，由於對上海封城的不滿，有人開始關注上海獨立的問題。此外上海市静安区华山路出现多条抗议封城标语，上面写有“反对无限制封城”、“人们正在死去”、“此内容因违规无法查看”、“逝者名单”等，亦有布条写有封城期间因失救致死的逝者资讯。这些标语已于4月18日被拆除，警方介入调查。4月15日，家住浦東新區的一位律師彭永和发表公开信，表示上海人民反對清零防疫政策，呼籲上海市委书记、市长放棄該政策。4月21日，彭永和被上海警方带走並被扣押在浦东新区航头派出所。4月末，陆续有上海一些居民区的民众以敲打锅碗瓢盆的方式抗议长期的封控，此事疑似被社区工作人员定义为“境外势力在鼓动中国居民敲锅抗议”，不过中国外交部发言人赵立坚没有对此做出明确回应。5月30日，一封属名为“上海部分企业家与投资人”的公开信在网络上传播，这封公开信以《躺平清零：复工不复产，静观二十大》为题，宣示要以复工不复产、裁撤部门、变卖资产、拓展海外市场、拒收“新冠”毕业生等方式，拒绝与不合理的政治体制合作。前上海同济大学副教授、现居美国的邱家军表示，响应这封公开信的企业家目前有超过三十余人，他们所掌控的招工规模超过六十万人，影响的投资额达数亿人民币。邱家军还是一个名叫“上海自救自治委员会”的群体的“海外代言人”，该群体于5月22日在遭到中国封禁的推特上注册帐号，并发布了题为《全城自救，民间自治！》的宣言。这个宣言不仅有文字版，还有普通话版、上海话版和语音版。宣言呼吁上海人突破网络封锁，呼吁上海人成立邻里、小区自救小组。6月8日，上海长乐路的居民因不满再次被封控，爆发抗议。
2024年6月12日，舊金山當地多個族裔民眾與上海的獨立運動人士在中國駐舊金山總領事館門外抗議中共霸權。部分示威民眾高舉滬獨旗幟，高呼“中共滾出上海”的口號。來自上海的22歲許珂，因2020年的中共在上海極端嚴厲的疫情封控措施而徹底對中共失去希望，他在集會上發言道，在COVID-19疫情封控期間，上海那些從不關心政治的人，也遭受了中共的鐵拳。“我們除了做中國（共）病毒測試外，三個月內不允許離開公寓。”他說，上海曾經像香港一樣，享有獨立、自由、法治和公民權利，但在中共接管後，我們失去了這一切。“他希望，有一天能擁有一個沒有中共的和平世界。上海人、香港人、廣東人和其他族裔的人們，都能自由而有尊嚴地生活，沒有恐懼或被壓迫，可以選擇自己的未來。

#### 防疫措施合法性
2022年4月23日，上海浦东新区下发通知要求对区内封控楼栋实施「硬隔离」，将楼栋用彩钢板等硬质设施封闭，仅留一个小门供防疫人员进出。新浪微博的法律博主王才亮律师表示称此举可能堵塞消防通道，违反消防法。
2022年5月8日，华东政法大学法学教授童之伟发表意见，认为官方强制将民众送入方舱医院非法，且无权进入民宅消毒。另外童认为「紧急状态」仅能由全国人大和国务院宣布，上海本地官员对「紧急状态」的宣称也无法律依据。童的文章在被大量转发后遭到删除，其微博也被禁言。

#### 其它
新加坡国立大学李光耀公共政策学院助理教授陆曦分析说，上海作为中国医疗资源最丰富、管理水平最高的城市之一，若因疫情导致医疗资源挤兑，其他城市更难放宽管控。他还说，如果上海能在本轮疫情中总结出一套分诊就医和筛查管控方案，则可让其他地区借鉴。
许多上海当地的居委会在落实政府防疫工作时表示上下承压，左右为难，夹在政府和民众中间，部分居委会集体辞职。此外，许多上海居民对持续许久的封城以及核酸筛查，感到无奈和反感，4月中旬开始，不少居民拒做核酸筛查。许多居民认为核酸筛查是最大的感染源。
上海纽约大学访问教授、历史学家杰奎琳·阿密约（Jacqueline Armijo）认为香港今年二月以来疫情急剧恶化给了上海封城一个合理的理由，她说：“香港老人的死亡率很高。 人们已经计算过这在中国，特别是在上海可能意味着什么，我认为这是主要的担忧，这是一个合理的担忧。”复旦大学罗书华教授指出，“上海现在的问题，并不是什么"封锁/清零"与"躺平/共存"的矛盾，而是市民要吃饭、看病与有人吃不上饭、看不上病的矛盾。”
美国对外关系委员会全球健康高级研究员黄严忠指出，清零政策仍有一定的群众基础，民众与政府的冲突不一定反应的是民众对防疫政策本身的不满。他还指出，上海的“社会面清零”在“技术上是可行的，但并不是一劳永逸的”。
中共党报前主编邓聿文指出，习近平在有意识地跟上海保持一定的距离，并“不想被直接拉到上海烂摊子里”。
4月14日，中国细胞生物学学会呼吁在 “动态清零” 的同时，应珍惜国家和社会花费巨大代价带来的宝贵时间窗口，尽全力提高老年人的疫苗接种率，特别是加强针接种率。
上海当局多次采用下“军令状”的方式督促抗疫工作，有评论认为这违背了科学抗疫的原则，因为病毒不能接收“军令状”。
5月17日，因封控待在上海家中的中國首席經濟學家論壇研究院副院長、復旦大學兼任教授林采宜在微博發文，指出當天招商銀行私人銀行部的客戶經理打電話給她，委婉詢問「最近兩個月在用信用卡方面有沒有遇到什麼不順心的事」，她表示自己5月信用卡帳單只有人民幣11.4元，强调这是購買騰訊音樂会员的費用。她批評說：「一個私行客戶，信用卡月帳單11.4元，多少商戶還活得下去？這兩個月沒有在上海呆（待）着的人，真的體會不到封城的代價」。该言論引發內地網民兩極反應。

### 官方假闢謠 信譽掃地
上海封城期間多件官方闢謠事件被網友稱是真實事件，低水平的假闢謠實為維穩，讓上海政府信譽掃地，官方後續闢謠難以平撫民衆恐慌情緒。
上海警方2022年3月23日稱，3月22日晚，有关“上海马上封城7天”“全封4天”等“不实言论”在网上大量传播，严重扰乱社会秩序。所謂“造謠者”因涉嫌编造、故意传播虚假信息罪被上海警方立案侦查。但此後上海封城數月。
2022年4月一篇題為《上海封城一個月，這張照片令人淚目 ······》文章廣傳，內容提到昔日滿是人群的上海外灘現在空無一人，文章附上外灘廣場上長了雜草的畫面。隨後，上海官方的網絡闢謠帳號「上海網絡闢謠」發布「外灘」實地拍攝照片，企圖證明外灘沒長草。但隨即上海網民留言，指出上海網絡闢謠拍的照片是在浦西外灘，網傳的照片則是在虹口外灘（北外灘）拍攝。
居住在上海的臺灣人蔡澄雪稱，看見官媒新聞裡全都是「物資充沛」的字眼，以及各種「闢謠」訊息，社群媒體關於上海疫情討論的轉發文章，都被網路審查。
2022年7月，上海新一轮冠病疫情升温，封城传言再起。尽管官方连日来多次辟谣，但民间恐慌情绪不降反升。有上海民众认为，此前的封城已让人们对政府失去信心。

### 网络审查
许多上海居民创作的与疫情有关的文艺作品遭到了网络审查。
除了创作新的文艺作品之外，一些网民用中国国歌《义勇军进行曲》的歌词第一句“起来，不愿做奴隶的人们”表达对封城的愤怒，这个热搜话题因此遭到微博封杀。一个网络上热传的视频显示，一名上海男子遭四名警察登门传唤，指控他向邻居播放歌颂共产主义的《国际歌》，需要配合调查。
许多专家发表的涉上海疫情相关言论也遭到了严格的网络审查。
4月19日，王思聪在微信朋友圈直言「每天早上的核算（酸）檢測，檢測的不是陽性或陰性，而是你的奴性和血性。今天開始不會再出門做核算（酸）了。」其发言隨後遭删除且被禁言；但其转发批判连花清瘟及以公款購入濫發之作法的视频仍然存在。4月27日，王思聪的新浪微博账号被注销。
研究音乐审查的英国卡迪夫大学创意与文化产业硕班讲师林真宇表示，“上海的审查可能会创造新的形式、管道，比如用比较暧昧的形式去诉说，可能会用一种看起来好像乐观、但其实是一些无奈的表达方式。但审查的可怕之处在于，到最后不是一个明确的由上面而来的、中心化的管控，很多时候他变成是层层的猜测。在这样顾忌、暧昧、跟不明确的状态下，也印证了现在时局里，言论自由可能被影响跟控制的程度。”
加州大学洛杉矶分校的助理教授史坦那崔乐(Zachery Steinert-Threlkeld)表示，他追踪发现，自2022年4月以来，绕过防火墙上推特的上海用户增加超过四成。新冠疫情促使更多中国人设法规避审查机制，试图在被中国屏蔽的网站上获取新闻或政治相关的内容，尤其体现在被中国禁止的推特及维基百科上。研究还发现，翻墙的中国网民除了获取新冠疫情相关的信息，还有兴趣接触到与中国政治、历史、人权相关，被北京政府视为敏感的信息。在推特上，他们则追踪更多香港或台湾的民主活动人士、国际新闻机构或公民記者。

### 媒体报导
2022年4月16日，中央电视台新闻联播播出「上海坚持动态清零，做好生活物资供应」新闻，画面被不少观众质疑为群众演员摆拍。次日，上海辟谣平台表示画面由金山区融媒体中心提供，是4月15日该区超市的真实画面。
2022年4月底，微信公众号「来到世上为看阳光」发表文章，展示了外滩因为封城而长草的照片。文章发出后被大量转发。4月28日，上海辟谣平台记者发布照片称外滩并未长草，文章被大量中国内地媒体转发。不少网民评论称公众号文章里的照片摄于虹口外滩，而上海辟谣平台记者发布的照片摄于浦西外滩。也有网民认为此事不值得辟谣。4月30日，上海辟谣平台发布文章，指出外滩在大部分上海市民的记忆中是指延安东路至苏州河外白渡桥的沿黄浦江的一段，并对网民批评虚心接受。
2022年5月15日，新华社发布视频，称5月16日起，上海将分阶段复商复市，并称「上海的烟火气正在回来」。但部分仍在严格封控中的市民表示不满，称其仍然不能离开小区，甚至不能收取快递。
2022年5月22日，因防疫而全面停驶的上海地铁部分恢复营运，当地的上海人民广播电台“话匣子FM”和澎湃新闻在现场采访乘客，但部分受访者吐槽封城、抱怨生活艰难，回答并不符合记者预期。记者采访时只好移去话筒并转开镜头，场面十分尴尬。部分采访片段被网友上传至网络后引发热议。

### 社區防疫手段
上海此輪疫情發生後，依舊出現了之前武汉、西安等地封城时出現過的物资短缺、扑杀宠物、拒绝救治其他病患等问题。

#### 防疫人員與民眾發生多起衝突
上海當局實施封控期間，市內接連傳出有居民與防疫人員發生衝突。
4月初，网传影片指「上海社区官员与外省市援沪医疗队起冲突」引發關注。其後《解放日报》旗下的「上海網絡闢謠」公佈指，經向閔行區求證，當事雙方實際為浦錦街道一名業主志願者和復旦大學附屬腫瘤醫院閔行分院醫護人員。經查，浦錦街道於2日上午7時開始全員核酸篩查，預計中午12時完成，但當日7時醫護人員到達後，社區人員卻未到位，直到8時半才開始採樣，其間因組織不周全，導致檢測行動延誤到晚上7時。有醫護人員不滿超時工作，因感勞累打算撤離，但當時仍有20多戶逾100人未採樣。該名業主志願者情緒激動，與醫護領隊交涉，不准對方離開，雙方發生爭執。事後，浦錦街道與閔行區衛健委登門向醫院及醫護人員做解釋並表達歉意，對方表示理解。
此外，當地多名民眾受到防疫人員粗暴對待。在浦東，多名居民拍攝的片段顯示，一名男子被多名身穿防護服的人員追打、拉至大樹下圍毆，過程中男子只以雙手保護頭部，事發地點就在警車旁，有報道指涉事男子疑似因擅自出門而被毆打；松江區車墩鎮有防疫人員將不願配合防疫工作的民眾撂倒在地並大力踢打其頭部和腰部，同樣有身穿制服的警員在場，有記者前往當地派出所尋求説法但未果；亦有民眾拍攝到，前往隔離的民眾被防疫人員合力抬起並用力推撞上車，期間被防疫人員指罵和拳打脚踢。
不少網友原先以「大白」稱呼防疫人員以表示敬愛之情，但多起防疫人員粗暴對待民眾的事件令輿論譁然。網民紛紛批評防疫人員的暴力行爲是「濫用職權」「動用私刑」；不過也有網民替防疫人員辯護指，正是不聽勸告的人導致疫情泛濫。有民間記者發文感嘆「穿白衣的不一定是天使」，表示「大白打人」的行徑顛覆了其對上海的認知，這名記者亦表示，自己曾聯繫當地警方，但對方稱「不主辦」對暴力事件的調查，自己更被當局要求刪除影片。
也有網友表示目睹身穿防護服的人員在街上「持槍」，質疑並非官方所説的醫護人員，形容街頭氣氛肅殺。不少網民向當局發送有關「大白持槍巡視街頭」的視頻以求證真僞，「上海辟谣平台」回應稱，有關視頻並非在上海拍攝，大概率拍攝於緬甸佤邦地區；該平台又提醒網民，編造或散播虛假訊息涉嫌違法，可被拘留和罰款。
另外，有多名上海居民因未有配合核酸篩查，被民警上門帶走，其中一例發生在4月4日，一名女子拒絕下樓做檢測，又向民警潑水，最後被警方行政處罰。

#### 撲殺寵物
上海實施封控期間，有重複發生染疫民眾的寵物被撲殺，引發爭議。
4月6日，上海浦東新區有一名狗主因檢測呈陽性需被帶走隔離，無法安置家中的寵物狗柯基犬，身著防護衣的人員索性當街用鐵鏟打死柯基犬，現場傳出犬隻的哀嚎聲，目睹的其他居民連忙大聲喊停，但未有起效。據狗主介紹，因爲家中已經沒有狗糧，他們原打算帶同寵物狗一同前往隔離但被拒絕，想託社區居委會幫忙照顧犬隻，但居委會既不負責、也不讓再把狗送回家，狗主唯有將柯基犬放在社區外流浪，希望牠不會餓死，结果狗主一上車離開，柯基犬就被人活活打死。事後狗主家人到場質問情況，被告知殺害犬隻的人並非防疫人員，而是社區的門衛。当天居委会发文解释此举是担心狗会传染病毒，承认“考虑的不是非常周全”，表示会和狗主商量赔偿。事件引發强烈爭議，登上微博熱搜，有網友認爲當局做法殘忍，形容是不文明且殘暴的事件，質問「上海之大，已容不下一隻柯基了嗎」，亦有網民呼籲儘早立法保護小動物。不過也有網民表示，防疫人員的心理、健康也很重要，直指「打死一條狗算不上什麼大事」，防疫中「人命大於狗命」；另有觀點認爲寵物可能也會感染COVID-19，建議將寵物帶往別處隔離。有報道指，影片的初始來源和部分相關内容已被從微信等平台刪除。
國家衛健委和世衛組織專家均已多次表明，目前沒有證據證明貓狗等動物可將COVID-19傳染給人類，亦有專家呼籲公眾不要因為恐慌而遺棄甚至殺害寵物。儘管如此，一名需要隔離的上海貓主致電防疫部門詢問時得到回覆稱：「你現在唯一的辦法，就是等到疾控中心醫生把你拉走，把你這個貓放棄」。

#### 社区投放消毒片影响居民
5月13日，有居民在社群媒體上反應，上海北蔡鎮南新六村大量投放消毒片，多名居民已出現喉嚨痛、刺眼睛、嘔吐等不適症狀。当地當地居委會從9日發放消毒片，要求居民每天在自家下水道投放消毒片，居民指出20多年的老水管已經出現漏水問題。该報導引述傳染病主任醫師說，「消毒泡騰片」以三氯異氰尿酸為主要有效成分的消毒片，有效含氯量為45%～55%，一般會產生致癌物質且不使用在居家消毒，居家消毒應使用刺激性和腐蝕性都很小的二氧化氯。5月14日，北蔡镇防疫办发布通报回应称，已将残留消毒片清除完毕，并对消杀队伍进行了批评教育。通报提到，南新六村是北蔡镇的一个老旧居民小区，也是本次疫情较为严重的小区之一。虽然当前该小区感染人数已大幅下降，但仍时有新增病例。为彻底消除环境隐患，避免更多的居民群众受到病毒感染，近期持续加大对该小区的环境消杀力度和消杀频率。在5月13日的消杀工作中，小区想利用下雨天对下水管道及路面投放消毒片，通过雨水稀释进行比较全面彻底的消毒，但由于当天雨量不大，部分消毒片未溶解而残留在小区路面，气味持续扩散影响到小区居民，强调“消杀工作还不够科学，考虑也不够周密”，并向全体居民表示歉意。

#### 解封进度缓慢
上海市政府宣布，6月1日有序恢复住宅小区出入、公共交通运营和机动车通行。当局强调，除中高风险地区和封控区、管控区外，各区、各街镇及各居村委、业委会、物业公司等，不得以任何理由限制居住本社区的居村民出入。不过，有上海居民表示，未接到居委会的相关通知，感觉防疫措施未发生变化。网上甚至有流传居民自己拆除封控围挡设施的视频。有网民上传微信的视频显示，在与上海接壤的江苏昆山路段，马路两侧均被封锁，发自上海方向的车辆和人员不得下车。
6月24日，中国国务院联防联控机制重申了严格落实疫情防控的“九不准”，其中包含“不准对来自低风险地区人员采取强制劝返、隔离等限制措施”，然而中国各地仍有不少“一刀切”的防疫举措，许多专门针对上海。

### 相关歧视
据报道，上海就业市场对方舱医院工作人员和核酸检测结果曾经阳性的人员有一定的歧视，很多企业拒绝招录这类人员。新闻晨报表示，这是一种毫无道理的歧视行为，必须及时得到纠正。媒体还指出相关行为违反了《传染病防治法》第十六条“任何单位和个人不得歧视传染病病人、病原携带者和疑似传染病病人”和《就业促进法》第三十条“用人单位招用人员，不得以是传染病病原携带者为由拒绝录用”，强调这是对患者群体的第二次伤害。7月11日，上海市政府新闻发言人尹欣表示，上海各部门、各单位都应该按照法律法规相关要求，一视同仁地对待阳性康复者，不得歧视。

## 相关事件

### 上海封控错失早春蚊蝇控制期
5月29日，社交平台上，家住长宁、黄浦、杨浦等多个区的市民晒出了白蚁出飞的画面，引发热议。上海市物业服务热线的工作人员表示：“关于反映白蚁问题的电话没有停过”。截至5月29日，12345等热线已接到白蚁防治咨询、求助电话1446个。有网民在微博发文称，“南京西路吴江路这白蚁都疯了！人类一消失各种虫子就出来活跃了，据说街头现在大蟑螂也特别多，只往人鞋子上爬。”有人说，“今年白蚁复工复产的程度有点疯狂，视频看得人头皮发麻。三四五月大家都封控在家，相关的环境清洁和病媒防治工作无法正常开展，今年上海的蚊蝇会不会比往年嚣张很多？”
北京大兴消防官方微博解释，每年南方四到六月是白蚁的繁殖纷飞期，随着气温升高和雨季来临，大量的白蚁有翅成虫会成群飞出巢穴配对，在合适的位置筑巢繁殖，而房屋内厨房、卫生间等潮湿地带和紧贴这些地方的木质家具往往就是它们的最佳“落脚点”。
5月28日，上海启动为期三天的“万名消杀人员蚊蝇高峰压制行动”。各区爱卫部门组织专业消杀人员，建筑、物业、绿化市容等行业主管部门组织自有消杀队伍，重点对因封控长时间未落实病媒生物防制措施的场所开展巡查，做好蚊蝇高密度区域控制，督促指导相关单位落实防制设施，加强病媒防制力度，减低病媒传播疾病风险，全力营造常态化防疫健康环境。
上海市疾病预防控制中心病媒生物防制科主任医师冷培恩介绍，上海以往每年3月进行蚊蝇监测、4月开展早春蚊蝇控制、5月进行雨水井投药等，今年受疫情封控影响，蚊蝇监测工作暂停，环境清洁、病媒防制及投药相关工作人员也无法正常开展工作，错过早春最佳蚊蝇控制时期，病媒控制难度大于往年。进入常态化疫情防控阶段后，必须加大蚊蝇等病媒防制力度。一方面，及时做好蚊虫孳生地的清除工作，包括清除积水、投放药物等；另一方面，加强小区等环境清洁整治工作，尤其要做好各场所堆放垃圾的清除、湿垃圾收集点的冲洗等，减少苍蝇孳生。同时，疾控部门做好蚊蝇密度监测，及时调整加强病媒控制的频次与方式方法。据市爱卫办介绍，上海各街镇共有2400余名病媒生物防治专业人员，由于封控和疫情防控需要，社区公共环境病媒生物日常防治工作无法开展，消杀专业人员都投入社区环境消毒工作中。随着疫情趋稳，预计病媒生物防治专业人员返岗率月底将达到65%。
不过，上海市物业管理事务中心表示，2022年的白蚁蚁量和往年持平，目前尚处可控范围。而进入7月份，由于上海梅雨季降水偏少，加上7月上中旬高温偏早（7月10日一度突破40摄氏度，并发布高温红色预警，7月上中旬更是首次出现3个40度以上高温天气），减轻了白蚁蚁患，因此白蚁繁殖期也进入了尾声。

### 病人就醫困難以及死亡案件
4月14日，中国社交网络微信出现的一份上海逝者的清单，该文在发表之后不久被删除。该文收集的在上海封城期间去世的人包括：3月23日，周盛妮，东方医院护士；3月30日，浦东航昌路一位哮喘病人；4月4日，一位癌症患者；4月8日，陈伟，55岁；经济学家郎咸平的母亲，98岁；4月10日，蔡云涛，坠楼；4月11日，一位患有抑郁症的女子；4月12日，天平路街道永康居民区一位老人；4月12日，虹口区卫健委信息中心主任钱文雄。另外复旦大学外文学院前院长曲卫国在朋友圈表示复旦大学外文学院教授俞惠中生前花了四个小时在全城求医，最終因无法就医而去世；網信證券副總裁韦桂国也因腦溢血無法及時救治在家中去世，其生前表揚清零政策以及支持武統台灣。4月18日，上海浦东新区一小区48岁的物业经理也因一個月以來的忙碌而突发疾病在值班室去世。朱踐耳夫人舒群據上海华东师范大学中国现代文学资料与研究中心主任陈子善与钢琴家孔祥东表示也因封控錯過了最佳搶救機會而去世，而舒群去世后因太平间冰柜放满遗体，她的遗体只能放在地上。上觀新聞在求證時對此沒有承認或否認。靜安區泰兴路625弄泰府名邸社区一男子从阳台上坠楼身亡。上海《文匯報》一名1990年代出生的童姓女記者猝死，一說是突發心臟病但因叫不到救護車失救死亡，另一說是該女子因為精神反常跳樓輕生。

#### 癌末病人無法就醫
复旦大学附属肿瘤医院周邊的徐匯區枫林路街道振興小區幾百名重症患者，因小區封閉、醫院停診無法就醫。一位直腸癌晚期患者家屬叫救護車但沒醫院接收，家屬跪在居委會門前求助哭喊，還有患者家屬稱家裡的患者化療已經停了7天。上海當局表示，已安排腫瘤醫院周邊封控小區需要化療的病人前往大華醫院做置管維護。

#### 护士因急诊暂停去世
3月25日，上海市东方医院发布情况说明，该院护士周盛妮3月23日在家中哮喘发作，19时家属驾车送其就诊。该院南院急诊部因疫情防控需要暂时关闭，家属遂将病人送到仁济医院东院救治。23时因抢救无效去世。该院发表声明称，对周盛妮的去世深感痛心，对她的亲属致以诚挚慰问。上海市卫健委主任邬惊雷在25日举行的新闻发布会上表示深切哀悼，对家属表示慰问。

#### 哮喘病人因急救車拒绝救援而病亡
3月30日，有网友发布微博，称上海一例哮喘病人發作，當時有救助者拦住了一輛急救车，不過当时急救车正在执行对同一小区另一住户的急救任务。救助者要求救护车医务人员出借车载除颤仪，救护车上的急救医生请示领导后拒絕。哮喘病人最终搶救無效死亡。3月31日，官方回应称，该救护车内有另一名急诊病人，因为医生无法准确判断情况，故决定先把车内病人送往医院。上海浦东新区卫健委表示当事医生当处置不当，並且已被停职。

#### 患者因拖延洗腎而死
3月30日，一名病人家屬在社交平台發文表示，家住浦東新區、77歲的退休軍醫沈瑞根，平日因為糖尿病、腎衰竭需要洗腎，而且每日需要服用藥物。3月26日，83歲老伴陪同沈瑞根進入復旦大學附屬浦東醫院治療，結果核酸檢測呈陽性，當晚10時被送入發燒門診隔離區，陪同者被要求回家，沈瑞根的隨身藥物用完。3月27日，浦東醫院表示不接受陽性病人洗腎，要安排轉院，但未有救護車及時將沈瑞根接走。3月28日上午，沈瑞根入住沒有洗腎條件的上海君愛康復醫院隔離，在院期間沒有醫護人員問診、照顧，也沒有服藥。下午，能接收陽性病人的周浦醫院以人太多為由拒絕接納沈瑞根。當晚9時沈瑞根嘔吐昏迷，才被送去周浦醫院急診。當晚9時52分沈瑞根因長期未洗腎造成心肌衰竭而在周浦醫院死亡。3月29日上午，沈瑞根家屬致電周浦醫院才得知沈瑞根已於前一晚去世。

#### 腦溢血患者失救而死
一名從美國回到上海的清華女畢業生李昶2021年年因突發腦溢血住院治療，在疫情暴發後在上海一家康復中心接受康復療養。3月底，李昶所在的康復中心發現有陽性病人，結果包括護理人員、照顧李昶的丈夫等在內的所有人被要求隔離。但李昶因病尚未恢復語言功能、行動能力以及無法吐痰。包括李昶丈夫在內的家屬拒絕離開護理中心，但被增援的警察抓走。後來護理中心另外安排護理人員，但此時一個護理人員要負責十幾個病人，而負責李昶的人並不會吸痰。最終李昶去世。

#### 郎咸平母親因拖延救治而去世
郎咸平和其98歲的母亲住在上海。上海封城期間，郎咸平母親前往醫院就醫，但上海规定必须要做核酸后才能就医，其母亲在三甲医做核酸後等了4个小时都没出结果，最終其母亲过世。4月11日下午，郎咸平在自己的微博帐号中证实，其母亲確實过世。郎咸平表示，其母亲肾脏本来有点衰竭，以往只要打一针就行，但是其母最終因上海的防疫措施而去世。郎咸平還表示自己想去见妈妈最后一面，但由于小区封闭，花了相当多的时间和有关部门沟通才被允许去医院，又在马路上又叫不到网约车，最后也没能与母亲见上最后一面。
7月上旬，郎咸平举家迁移香港。

#### 業餘小提琴手因無法救治而自殺
居住在上海的業餘小提琴手陈顺平在4月13日晚因腹部感觉疼痛，伴随呕吐，打120急救电话，但被告知要排队，次日凌晨零时许來到同济大学附属同济医院，门口护士以醫院里面全是阳性為由拒收，後來陈顺平又到上海市第十人民医院，却发现医院关闭，最终只能忍痛回家。陈顺平回家后因為剧痛、难以入睡，於是跳楼身亡。

#### 幼儿高烧40度医疗资源不足
4月14日网传的一段微信朋友圈视频显示，凌晨时分一名儿童发40度高烧，其母拨打120急救电话却告知要排队，无奈只能挨家挨户敲该小区住户的门以获取退烧药。事后媒体联系当地居委会，居委会称小孩已经退烧。

#### 外卖员头部出血后死亡
自媒体作者“辣味酱”在微信公众号发文表示4月22日凌晨，一位外卖员在上海靜安區延長中路700号附近摔倒，头部出血，1个小时后120救护车赶到，宣告其已死亡。同时该发布者也指出该地点700米内就有一个三甲医院上海市第十人民醫院，质疑上海几天前发布的公告是否被认真执行。

#### 国产大飞机副总师送医途中去世
经中国商飞公司确认，公司国产大飞机CR929的副总设计师孟庆功于4月24日在上海逝世。孟庆功从3月底开始就一直在自己居住的小区做志愿者，同时身为三片区的负责人。4月24日晚间21时许因劳累过度突发心梗，曾经电话120但一直排不上救护车，最终在妻子开车送医院途中因抢救无效而逝世。

#### 58歲男子死於家中
4月，上海市靜安區長樂路一58歲男子死於家中，據目擊者表示該男子被發現時尸體已瘦成皮包骨頭，疑因過度飢餓而死。期間男子所在社區曾進行5次核酸檢測，但該男子從未下樓，也沒有居委會工作人員上門關心。其在家過世10多天於5月1日才被鄰居發現。不過事後华山居委会相关负责人表示逝者并非饿死，並援引法医的說法該男子因自身疾病引发猝死，並指该男子生前患有脑疝、糖尿病等疾病，2022年3月曾两次意外摔倒，並且曾一度晕厥。一些官媒如《环球网》发文称该事件目击者表示社区给他发送过6此物资，最后一次在5月1日发送，不过该男子对邻居比较冷漠，志愿者送物资时他仅在门内回应稍候会自行领取。

### 六六發文求救被批評
新加坡籍作家六六4月10日在網路上表示家住上海的父母先後陽性，其母被強制送到方艙醫院時哭著向她道別。而六六此前於2020年武漢疫情最嚴重時弘揚正能量，2022年3月中國廣電總局組織拍攝抗疫電視劇，六六又配合當局挖掘抗疫故事。有人指出當時2020年的六六的表現湖北作家方方反差巨大，方方當時記錄武漢疫情底層悲苦，而六六卻宣揚正能量偉大，等到疫情輪到自己時就哭天喊地。4月11日，六六發文辯解並就上海和中國的防疫措施作出反思。

### 上海福彩网点停销却冒出百万大奖
4月13日有一注七乐彩头奖花落上海，此事引发网友对福彩的质疑，据“上海福彩”公众号4月1日消息称，4月1日起，暂停全市代销网点福利彩票销售及兑奖工作(含电脑型福利彩票及即开型福利彩票)，恢复时间视上海市新冠肺炎疫情防控工作进展另行公告。有媒体联系了福彩官网客服，得到回应，“各地对电话、短信投注政策并不一致，目前只有两个地方可以通过电话或短信投注，分别为辽宁省和上海市。”，上海地区这位中奖者系通过短信投注。

### 防疫人員招聘被騙
4月30日，有多名人士向中國青年報記者表示自己在上海遭遇了“欺骗式招工”，他們於3月初來到浦东新区德锦苑小区擔任有薪酬的防疫人員，他們4月上旬薪酬開始拖延，負責考勤、工资的队长於4月26日失联、最終在北蔡鎮政府的介入下這些人於4月27日才拿到工資。

### 快速核酸检测上门服务2000元
6月2日，有一张关于VVIP/VIP快速核酸检测上门尊享服务的海报在网络上热传。该海报显示，可以提供快速核酸检测上门服务，2小时出报告的快检单采为3000元/人，4小时出报告的快检单采为2000元/人。对此，海报上提及的体检公司及第三方医学检测机构已明确表示，没有推出上述服务，海报为虚假信息。实际推出的加急服务中，2小时出核酸检测报告费用是400元，4小时出报告收费是200元。团体上门服务单采服务费是19元/人，混采是4.5元/人。

### 肢体冲突事件

#### 上海六院医务人员打架事件
3月13日，网络上流传上海市第六人民醫院「醫務人員打架」的影片。影片显示，由於該院此前出現陽性確診患者，但院方未及時處置，導致醫護與家屬接連感染。院方把出入口封住，不讓醫護和其他患者、家屬離開，但又讓沒有防護裝備的護士去照顧陽性患者。家属抱怨称，院方一味隱瞞沒有把確診患者移出醫院，至定點收容醫院治療，任其在醫院感染其他人，把感染者和未感染者都放在同一層樓病房。經家屬抗議才把陽性確診患者移至四樓，但該院沒有防護設備，醫生要求護士只戴口罩就「祼上」，導致醫生和護士發生嚴重肢體衝突。3月14日0时19分，上海市第六人民医院在其微信公众号发布消息称，就网络传播的有关市六医院急诊部医务人员发生肢体冲突的视频，经查确有其事。院方已对此事展开调查，并对此深感愧疚。相关部门已经披露六院在对住院病人进行风险排查时发现一外省来沪住院病人核酸检测阳性、在随后的排查中又陆续发现阳性感染者的情况，经疾控部门复核确认的阳性感染者已经公布。上海市卫健委已组织市级指导组和专家组进入六院开展指导和帮助，及时督促整改。

#### 志愿者维护秩序时猝逝
4月初，网传上海一小区在核酸检测时，志愿者与住户发生肢体冲突，随后志愿者突然倒地，经抢救不治。4月6日，上海市公安局静安分局发布通报称，4月4日核酸检测临近结束时，年过六旬的解某荣在维护小区核酸检测秩序的过程中，发现其侄外孙薛某伟迟到且乱扔垃圾，解某荣以长辈身份批评薛某伟，随后双方发生肢体冲突；两人被周边群众劝开后，解某荣突然倒地不起，送院抢救无效死亡。犯罪嫌疑人薛某伟已被警方采取刑事强制措施，案件正在进一步侦办中。

#### 復旦大學教授被毆打
4月9日，家住幸福小鎮的復旦大學國際關係與公共事務學院國際政治系教授黃河在下樓取菜時發現貨架上並無他家的貨物，原應發在貨架上的貨物被人單獨放在旁邊。隨後有一名女性大白朝他大喊：「你老婆不是嫌我們身上有病毒嗎？你的東西我們就不放在那邊了，你到這邊來取！」黃河於是上前，結果被幾個壯漢圍住，他立刻掏出手機拍照取證，但卻出現更多人圍攻他，其中有人一度將他的口罩打落，並試圖搶奪他的手機。黃河向另一條路退去，但壯漢聯手將其攔腰抱住，並且使他頭部觸地，用腳朝他的腹部與腿部、背部猛踢，導致他的腹部劇烈疼痛并且有表皮瘀傷、背部撕裂傷，壯漢還威脅他交出手機刪除影片。幾位毆打者皆聲稱，這是「政府在疫情期間給他們的權力」。黃河的太太得知情況後報警，派出所警察表示無法進入小區，需等小區內一位警察來處理，結果導致黃河被圍毆時間較長。急救車抵達後，黃河被送院，醫生表示他有輕度腦震盪，眼睛亦有可能受損。黃河回家後發現自己的腹部有嚴重挫傷。
幸福小鎮業委會則對此事有不同看法，業委會指出黃河太太在「幸福小鎮」的微信群組中辱罵「志願者是感染源」、「打工者都是賤命」，結果引發眾怒，也沒人再願意給他家送東西。而且當天是黃河首先動手毆打大白，由此造成後續拉扯衝突。

#### 社区医院护工殴打老人
5月4日晚，一段上海社区醫院護工毆打老人的影片在网络上流传，影片显示一名男性老人蹲坐在病房地板上，遭到同樣是男性的護工多次用腳踹踢老人，且身旁沒有其他人員立即阻止毆打事件，具體毆打原因未明。有網民指出該影片發生地點在上海黃浦區外灘街道的社區醫院，该影片傳出後引发网民强烈批评。5月5日下午，黄浦区卫生健康委员会发布情况通报，公安部门已对此事介入调查，涉事护工已停职，其所属家政公司按照主管部门要求开展整顿工作。黄浦区卫健委工作组已入驻外滩街道社区卫生服务中心开展调查。後來又有微博用戶表示視頻中是一位八十七歲男子，而被毆老人已於5月2日去世。

#### 讨要物资与管理人员发生冲突
5月7日晚，有圈群视频反映颛桥镇银都路2688弄（原金盛家居市场）人员聚集讨要物资并与“大白”（管理人员）发生冲突。5月8日，闵行区颛桥镇发布情况通报，经核实，银都路2688弄为商办用房，自封控以来，颛桥镇参照住宅小区发放频次，并结合该区域实际情况，定期发放多批物资，最近一次物资发放时间为5月4日。5月7日晚19时左右，银都路2688弄部分居民喧闹聚集，以讨要物资为由，辱骂、挑衅管理人员，并有部分人员趁乱高空掷物。安保人员随即进入楼栋进行劝阻，期间相关人员拒不配合，并煽动围观居民冲击封控大门，与安保人员发生肢体冲突，之后民警劝离围观群众。而带头滋事人员已被传唤，警方拟对其采取刑事强制措施。

### 自杀事件

#### 上海女子跳樓
一位家住上海虹口彩虹湾32岁的女子，於4月3日晚托一位外卖員給其居住在青浦的患有听力障碍的父亲送菜。事后女子给外賣員的手机充值了200元。4月4日晚，在微博披露此事后，部分网民指责女子小氣。4月6日女子跳樓自殺。

#### 衛健委官員自殺
互聯網上流傳「上海市虹口區區衛健委信息中心主任錢文雄於4月12日辦公室自縊」的消息。錢文雄於2020年7月試用期滿，正式成為虹口區區衛健委信息中心主任。其妻子是一名癌症晚期病人。胡锡进4月14日凌晨在微博就此消息发文称，“老胡向上海新闻同行求证，对方给我传来的确认信息是：钱文雄已亡，其妻安好。”。而关于钱文雄夫人自杀的传闻，上海警方4月14日凌晨发布消息称，其消息系谣言。同日下午，虹口区卫健委发布通报，证实了钱文雄身亡的消息。该委对他的不幸离世深表痛心和哀悼，已上门对其家属表达慰问和关切。

### 物资供应问题

#### 外地援助物资疑遭倒卖或丢弃
疫情期间，多地向上海捐赠了大量生活物资，但外援物资疑似被本地不良商人、团购“团长”甚至是居委会高价倒卖的消息也不时被爆出。对此上海官方及涉事企业等多以“操作失误”“谣言”等理由解释。4月17日，有居民反映杨浦区五角场街道建新居委会倒卖云南捐赠物资的情况，其后街道办回应称，由于工作人员没有搞清该批云南物资的性质，误以为是团购套餐的补发蔬菜，因此仅发放给了团购居民。也由此产生了团购居民误会，以为居委会将捐赠物资当作团购套餐发放。经调查核实，该批捐赠物资发放过程中，居委会不存在倒卖捐赠物资的情况。对因信息沟通有误造成部分居民产生误解深表歉意。
另外，也有外援物资疑似被丢弃。如4月16日，一网民发布一则抖音称“辽宁捐赠上海的物资被浪费，扔进垃圾桶”，受到广泛关注。奉贤区南桥镇人民政府随后了解情况，发现事实并非网民所说的物资被浪费。通报说，由于经过长时间的运输颠簸，部分蔬菜已腐烂，便将已经发芽的土豆、挤碎的番茄、腐烂的黄瓜和包菜等蔬菜挑拣出来处理。工作人员将整理好的蔬菜全部分发给了困难家庭，腐坏的蔬菜则扔进垃圾桶处理。而网络上也传出一段大量蔬菜被铲入垃圾车的视频，后江苏大丰仓农业集团综合办表示，由于蔬菜运送周期长，导致蔬菜腐烂在箱子里面，已和盐城市大丰区城管局申请无害化处理，“召回都是上海的车运回来，我们这边的车是进不了上海的”。在4月13日，上海当地已经有居民收到了辽宁紧急驰援的蔬菜包，表示司机东北师傅开了20几个小时到达的，品种丰富，菜很新鲜很好。4月19日辽宁晚报发文表示，4月11日晚至4月12日早，40台保温运送蔬菜的大货车从北镇出发，运行34小时抵达上海，4月13日完成上海朱桥服务区卸货。4月12日至4月13日，300辆运送蔬菜的冷藏集装箱车装载2300余吨物资，通过全程采用冷链运输船运从辽渔集团客滚码头直抵上海，冷藏温度保持在2度到3度，统一保存在泡沫箱中，每隔4到6小时进行一次开箱抽检，4月13日到达上海朱桥收费站交接（冷链运输时长为21个小时）。4月21日，上海官媒发声：对于全国各地驰援的物资，和爱心单位、爱心企业的捐赠物资，更要在运输、分发等环节妥善处理，绝不能让献出爱心的人们寒了心。
4月24日，一网民在社交媒体举报云南捐赠上海宝山区的物资被售卖至静安区临汾路一小区，居委已报警。随后宝山区张庙街道协同区公安、纪检等部门立即开展调查。经查明，云南曲靖市向宝山区捐赠了一批蔬菜农产品，经区防控办物资保供组研究决定，将该批捐赠物资分配给张庙街道。张庙街道结合长租公寓租户物资短缺、多次求助的实际情况，将该批物资免费赠送给外来务工人员集中居住的长租公寓租户等困难群体。4月22日凌晨，该批物资送达后，街道派专人将该批物资分送到各点位拍照签收。截至4月23日，该批物资全部分配完毕。而接受捐赠的新江内燃机公寓（原厂停产，改建为公寓）负责人张喜生（男，50岁）在收到190箱捐款物资后，没有按要求分配给公寓内租户，私自将该批物资转卖牟利，被公安机关控制。通报还表示，此事件反映出街道方面对捐赠物资的发放和管理还存在漏洞。4月27日，上海市宝山区监察委员会通报，侵吞政府防疫保障物资行为的张喜生接受监察调查。
4月30日，上海市宝山区张庙街道泗塘新村居民用手機拍到了当地居委会囤积云南援助的大量物资，而且這些物資烂掉也不发放给居民。其它社区居委会得知後又立即用垃圾袋转移私藏的救灾物资，結果又被当地居民發現。此外徐汇区枫林路街道振兴社区居委会以及杨浦区大桥街道均被曝光藏匿救灾物资，有居民上街抗议，并推倒防疫设施。后经调查，泗塘二村振兴居民区在发放保供物资过程中，将按户发放完毕后剩余的部分物资，临时堆放在居委会办公场所后门天井，导致部分物资腐烂变质，造成严重社会不良影响。张庙街道办事处副主任郇秀志、杨成已因未及时发放兄弟省捐赠的蔬菜包导致腐烂毁损被责令停职检查。6月10日有记者注意到，43天后“官复原职”的郇秀志出席了当地活动。资料显示郇秀志曾任上海市宝山区文化和旅游局副局长等职。另外有网名在微博上发帖称奉贤区青村镇褚家路附近一工地“云南的物资没人要了，有的都烂掉了，拉到工地”。奉贤区青村镇人民政府通过官方微博发布声明表示，上述微博传播的视频呈现的场景实为该工地工人正在对分配到的新鲜蔬菜进行分类装袋，并非该博主配文中所说的情况。对于该网民故意歪曲事实，传播不实信息，混淆视听、误导公众的行为，青村镇已报警处置。
5月1日，有网民发视频称，青浦区金泽镇一超市内售卖的猪肉为外省捐赠物资，理由是猪肉上带有一块敲有外省4月29日的检疫合格证印章。青浦区金泽镇疫情防控工作领导小组办公室发出公告表示，经金泽镇市场监督管理所上门执法检查，网传视频涉及的猪肉系4月30日采购，检疫合格证签发日期为4月29日。超市现场提供相关证明，销售的猪肉符合流通环节生猪产品销售要求，故不存在“每惠鲜超市倒卖捐赠物资”的情况。现场散布谣言煽动围观群众起哄的相关人员已被警方依法查处。
5月3日晚，有网民视频反映上海辰花路方松新家园附近荒地存在丢弃胡萝卜的情况，属地广富林街道获悉后立即到现场调查核实，并向周边居民了解情况。经调查，当事人于4月18日晚上9点左右，驾驶箱式货车来到事发地点，将蔬菜倾倒。他经一家公司委托，运送一批蔬菜到某地，到达后发现部分蔬菜已经变质，该公司一名业务员让他把变质蔬菜丢到垃圾收集场所，随后他驾车经过此处时将蔬菜倾倒于违法行为发生地。属地广富林街道工作人员经查点为7到8麻袋的白萝卜和胡萝卜，且腐烂程度较高，部分已发芽，蔬菜外包装上有“晋江胡萝卜”“华淇蔬菜”字样。松江区经委、区慈善基金会、区红十字会等部门均未接到过上述包装品类的援助物资，有关部门已介入开展调查。

#### 上海部分农户指蔬菜在地里卖不掉
近日，上海青浦区朱家角镇的农户通过短视频表示，自家和村里的蔬菜由于卖不掉，不得不直接在生产基地销毁，“外面小区买菜买不到，而我们这里的蔬菜基地一根（菜）也卖不掉”，市农业农村委与青浦区农业农村委回复表示，视频拍摄者来自朱家角镇万隆村蔬菜基地，该基地属于朱家角镇保供单位；其西北侧的蔬菜配菜中心是市新冠疫情防控农产品供给保障重点企业下属单位。从4月11日开始，配菜中心员工陆续出现新冠病毒感染情况。截至4月18日，万隆村共确诊13例，已判定密接10人，另有高风险人群10余人。4月12日，经青浦区专业部门判定及朱家角镇疫情防控工作领导小组讨论决定，将万隆村升级为封控区，落实足不出户管理，因此视频发布者所在的蔬菜专业合作社蔬菜无法外运。4月17日上午，经涉事合作社申请，万隆村、镇农服中心已与合作社，考虑恢复蔬菜基地生产销售。截至发稿，视频发布者已删除相关视频。

#### 上海小区拒绝京东送货
4月18日15:42，居民反映闵行区上海康城小区办公室不给京东卸货送货，周围其他小区可以正常送货，导致康城住户团购的很多东西进不来，或被强制退款退货。有网友晒出了自己收到的京东短信，表示由于小区物业原因不让快递进入加上整个小区订单积压比较大，平台为顾客操作拒收处理。网友表示在京东购买了婴幼儿必需用品，包括尿不湿、奶粉等，但小区康办阻止京东在小区卸货。4月18日晚，莘庄镇反馈说，4月17日京东快递未通过报备流程，也未与康城社区中心提前取得联系，直接将大批货物运送到康城南门卸货。4月19日中午，负责上海康城社区配送的京东快递站点负责人表示，此前早已和社区进行了送货相关的报备，4月16日、17日也有在送货，但送货量非常小，18日接到通知说要暂停配送。他表示，期间一直在和社区沟通，看能否安排快递员或者志愿者在社区内部协助配送，但一直未有反馈，4月18日，在与上海康城社区方面临时一起开了个沟通会，社区方面要求给出具体的方案以及道歉信。4月19日，康城社区就相关情况发布说明称，订单未经消杀，京东客服给康城居民统一发送的短信为不实短信（短信中“10万单”与康城实际情况不符）。负责上海康城社区配送的京东快递站点负责人表示所有包裹在仓、运、配各个环节都进行了消杀，到达站点后，快递员又对包裹做了一轮消杀。
4月26日，有网民爆料京东快递陆续将600余件货品送达至闵行区梅陇镇高兴花园小区门口，并致电居民自行取件，导致部分居民聚集门岗。由于京东快递瞬时体量超出小区负荷，同时与“足不出户”、快递需消杀后由专人配送的防疫要求不符，小区相关工作人员情绪激动，阻止京东快递员配送且态度不当。后经居委沟通解释，居民陆续返回家中，待志愿者消杀分拣后连夜配送。4月28日，闵行区梅陇镇人民政府发布关于“高兴花园小区工作人员阻止京东配送且态度不当”的情况说明，居委已责令涉事志愿者立即停止志愿服务，并进行严肃批评教育，公安部门已对其佩戴刀具行为进行训诫、调查。小区物业公司已对保安人员的不当行为进行了严厉批评，当事人已向居民赔礼道歉。

#### 上海奢侈品店被曝用菜品维护客户
3月31日由于疫情原因，上海一些市民在为如何抢到蔬菜而犯愁。然而，却有网友爆料称，上海路易威登、卡地亞等奢侈品店铺大量采购果蔬等物资，还细心地用精美包装打包回馈客户。此事后被奢侈品官方确认属实。

#### 上海男子求物资被问是否为本地户口
4月2日，上海一常年务工男子就光辉村物资甄别居民发放一事，联系了村委会询问称，不是应该一视同仁吗？这是捐赠物资啊！村委会回应：这些物资，是援助物资没错，但援助也要先要满足本村村民需求，在本地居住，有本地户口的先领，此外，如果有多余的，再考虑外地人。

#### 市民收到问题物资
4月10日，嘉定乐秀路一小区业主在小区的团长为小区居民们团购了50份保供猪肉套餐，但收到物资后发现大部分肉类都存在质量问题，而这些肉类外包装上印着南京润悦食品有限公司的名称，该公司表示并未和花禾生活平台合作或供货。随后，花禾生活相关负责人表示市面上存在不法商家冒充花禾生活的情况，居民们通过团长买到的花禾生活产品或许是假冒的，如确实在是平台上购买到的问题产品，可以联系售后进行处理，平台也会对问题产品进行调查。而团长也与平台指定的分销商沟通申诉，而分销商以特殊时期“不可能按照自己去菜场的标准来挑选”为由拒绝申诉，花禾生活也于次日驳回了团长的退款申请。经过居民们的多方反映，4月17日平台同意退款处理，但并未承认肉类存在质量问题。
楊浦區定海路街道于4月14-16日发放大米，有居民反映，該街道发放的大米受潮发霉。街道聲稱之後與供货商永辉超市进行沟通，並稱大米是於4月13日大雨期间，由於供货商存储不当导致大米部分受潮。街道之後组织居委通知居民，并于4月17-18日对问题大米进行更换。另有楊浦區新江湾城街道居民反應，該街道发放的食用油以及牛奶存在质量问题。
4月14日，閔行區梅隴鎮居民反映，当地政府發放的物資存在豬肉肥肉過多、品相不佳、多為邊角料甚至變質變味的问题。15日，梅隴鎮防控辦回應，經初步核查，此次保障物资中的猪肉由上海咨谕实业有限公司（具有相关资质）提供，协议约定为五花肉（2斤）、蹄髈（1斤），但部分居民收到的商品实物确实存在肥肉过多、品相不佳、多为边角料且变质变味等问题，情況基本屬實，与协议约定及企业样品存在明显质量差异。该镇已终止与该批次生活保障物资供应商的合作，立即叫停發放，相关企业已被列入黑名单，并将通过法律途径解决后续事宜，啟動相關調查問責程序。4月19日，微信公号“警民直通车上海”消息，梅陇镇镇政府花760万与上海咨渝实业有限公司签订《保供协议》，犯罪嫌疑人花300万采购猪肉后陆续运至梅陇镇，经营状况信息显示，该公司于2017年6月取得预包装食品销售（不含冷藏冷冻食品）资质证书，该证书有效期至2022年6月28日。同日，上海铁路运输检察院以涉嫌销售伪劣产品罪，对闵行区梅陇镇问题猪肉案的犯罪嫌疑人张某、许某某、张某某批准逮捕。
4月17日，浦东新区东明路街道翠竹苑小区一居民反映，当地居民一同团购了100份山姆会员店保供套餐，清单上每份内含美国谷饲肩胛小排、猪肋排、圣迪乐村谷物蛋、原味伯爵蛋糕卷、布里欧修面包、红肉火龙果，团购价523.1元。下单后，对方表示4月18日送货，但由于部分商品缺货而替换类似商品。4月20日晚，居民陆续收到商品，但套餐再一次变更为AB两种盲盒，且部分商品存在质量问题，如商品临近保质期，部分水果腐烂发霉。4月21日，市场监管部门表示已获知此事，并已介入调查。4月23日，浦东新区市场监管局表示已开展调查，并行政约谈了山姆会员店相关负责人。针对居民反映的猪里脊临近保质期、十多箱水果有部分腐败等问题，山姆会员店称是人手不足、没有仔细检查所致，已与消费者达成和解。山姆会员店对100份团购产品作全额退款处理，并对每位消费者补偿了价值250多元的商品。
4月19日，多位上海市浦东新区周浦镇居民在网上反映收到的物资存在问题，物资生产企业有不良记录，某品牌榨菜企业因违反食品安全法被处罚过，某品牌粉丝企业也多次被行政处罚，而且这些保供物资都是居民从未听过说的品牌。物资中的粉丝由德阳市荞妈食品有限公司生产，该公司曾受到4次行政处罚，存在1次食品抽检结果不合格记录。其中一款小白兔榨菜浙江某公司生产。据天眼查信息，该公司在2021年12月因另一款榨菜的含盐量不合格，违反《中华人民共和国食品安全法》第一百二十五条第一款第（二）项被德清县市场监管局处罚。4月20日，周浦镇疫情防控办热线电话工作人员表示物资供给企业名单由区里提供。4月21日，浦东新区康桥镇反映在4月10日-20日发放的保障物品中出现食品过期、品牌仿冒、生产日期造假等食品安全问题。在20号发放的保供物资礼包中，一种三珍斋牌的叫花鸡已经过期。该食品包装上隐约可见日期为2022年4月13日，保质期为6个月。但通过包装背后的溯源码查询，却发现该产品的真正生产日期为2021年8月31日，实际已经过期2个月有余。居民怀疑包装日期造假的不只是这一种产品，比如：有居民19日收到名为“巨香面条儿”生产日期标注为19日早晨。该居民说，小区有邻居吃完出现胃痛、腹泻等情况。此外，有浦东、闵行两地的居民表示在收到的产品中出现了龙匚粉丝，龙仁粉丝，龙D粉丝，尨口粉丝，就是没有收到平时较为常见的龙口粉丝。“龙仁”粉丝的生产厂家夏邑县汇龙食品有限公司早在2020年5月就已注销。浦东洋泾街道的居民还在微信晒出了包装像金龙鱼的“龙金花”玉米胚芽油，有居民将“龙金花”讽刺成“金龙鱼和鲁花的孩子”。4月19日，上海一女子收到防疫物资中，有一袋雨润冷鲜肉的生产日期是2022年4月20日，可是拿到肉的当天是4月19日，还有一个面包袋里是空的。航头镇鹤沙街道居民反映防护问题，该小区4月18日收到的保供物资中有一份“医用外科口罩”，打开后发现手感较差。该口罩包装显示生产厂家为鹤壁市利康卫生材料有限公司，生产日期为2021年12月2日。然而，2021年12月17日，山西省药品监督管理局发布的公告表示，该省将暂停销售河南3家企业生产的部分批次口罩、防护服等产品，其中就包括鹤壁市利康卫生材料有限公司生产的医用外科口罩。原因是标示生产企业为上述公司的一次性使用医用口罩等物品，经山西省医疗器械检测中心检验，检验结果不合格。随后山西省药品监督管理局协同河南省药品监督管理局检查发现，这些产品并不是标示企业生产，存在重大产品质量安全风险。依据相关规定，山西省药品监督管理局决定，对标示为鹤壁市利康卫生材料有限公司等3家企业生产的抽查批次医用防护用品采取暂停经营的控制措施。4月12日，周浦镇居民谭先生收到了保供物资洗衣液、香皂、牙膏等。其中洗衣液品牌为荟依洁，包装上显示生产厂家为浙江南鹏日用品有限公司。据启信宝信息，该公司于2021年6月成立，注册资本1000万人民币，实缴资本为零。而京东、淘宝等电商平台均没有该品牌洗衣液销售。有網民質疑街道在採購時與中間商有利益關係。还有业内人士透露，有人從團購後將團購來的商品加价卖给街道或相关的采购者，最后分发给居民。
4月20日左右，浦东市场监管局就周浦镇发放的防疫物资大礼包存在质量问题开展调查。4月21日，部分疑似问题所在区的监管部门公布了调查进展，一些涉事食品生产经营者也对此做出回应。闵行区市场监管局表示，经查，虹桥镇上述保障物资的供应商为江苏宏信超市连锁股份有限公司，该公司涉嫌违反《食品安全法》的相关规定，闵行区市场监管局已对其立案调查。江苏宏信发布致歉信，向虹桥镇居民及虹桥镇政府致歉，并承认对供应商资质把关不严，造成居民对该批物资中部分粉丝产品存疑。嘉兴三珍斋食品有限公司就此事发布声明，表示对给消费者带来的不愉快体验深表歉意，并表示已连夜展开自查和配合相关采购商展开调查。龙口市龙金花植物油有限公司发布澄清说明，表示经初步核实，相关信息为不实曲解。龙口当地网民表示，龙金花是当地的一家老牌企业，产品大多在本地销售，但由于很少有广告宣传，因而引发上海网民的质疑。浦东新区市场监管局4月20日公布初步调查情况，称该批生活物资礼包系周浦镇人民政府委托上海好趣多商贸有限公司（持有有效食品经营许可证）集中采购，相关食品和生活用品由好趣多公司分别从济宁善道商贸有限公司、杭州超玥电子信息科技有限公司采购。浦东新区市场监管局已对上述食品和生活用品进行抽样送检，但廠家事後表示網友所指控的產品並非該公司生產的產品。而上海市闵行区市场监管局在4月23日表示，已对龙仁粉丝供应商江苏宏信超市连锁股份有限公司立案调查，对相关产品进行抽样送检，同时向河南省商丘市市场监管局发出了协助调查函。不过龙仁粉丝的供应商宏信超市不在上海市疫情防控生活物资保障企业“白名单”中。
4月20日，闵行区上海康城发给多位居民的盐水鸭存在严重质量问题，不仅开封后气味难闻，而且食用后有剧烈的不良肠胃反应。其他食品类物资也存在问题，土豆、洋葱外表有肉眼可见的霉斑，肉食产品生产厂商近几个月因生产经营违规行为而遭到市场监管部门处罚。4月20日晚，小区微信群内紧急通知居民，停发当批生活物资，停止食用发放的鸭子，已经发放的组织回收。4月21日，社区换发了另一品牌的盐水鸭，但同样有居民反馈，换发的另一品牌“山林风”产品也疑似存在质量问题。居民反映“闻到气味就头痛”“吃下去拉肚子”。照片和视频资料显示，用简易塑封包装的盐水鸭，外部呈蜡白色，少数部位呈酱黑色，隔着包装就可以轻松将鸭肉捏成糊状。开封后有液体浸渍渗出，切开或撕开后，内部肉质呈淡粉色夹杂血红色，表面油脂状物质浓重。不少居民怀疑盐水鸭有质量问题，于是有人直接将其丢弃，但很多人由于家中食物匮乏还是选择食用。盐水鸭的商标为老牛食品，商标属上海老牛食品有限公司，该公司为这款产品的监制商，地址就位于上海康城所在的闵行区。但该产品的生产商是山东晨鸣冷冻食品有限公司，该公司位于山东省聊城市莘县。这批盐水鸭的生产日期是2022年4月16日，保质期六个月，从标签信息上看，产品尚处于保质期内。公开信息显示，2021年7月，晨鸣公司因未如实记录安全生产教育和培训记录被莘县应急管理局处以1.9万元罚款。但在同一年11月，该公司却被聊城市消费者权益保护工作联席会议办公室拟认定为年度“聊城市放心消费示范单位”。
4月21日举行的新闻发布会上，上海市相关负责人介绍，在近期的监管工作中，包括受理的投诉举报中发现部分免费发放的保供物资存在质量问题，主要是生鲜食品存在质量问题。对于疫情期间发现的相关违法行为，市场监管部门表示会坚持从严从快的原则，发现一起查处一起。當天有網友在新浪微博上分享鄰居家收到的煮飯嬸（Cook your aunt）牌白米和電商平台上賣的煮飯嬸（Cooking aunt）牌英文拼音出現差異，擔心是收到盜版物資。厂家五常市米之良米业有限公司後來回应是不同产品包装，并非假冒。另外浦东新区周浦镇一小区发放的连花清瘟胶囊外包装盒与此前收到的有多处不一致，不少市民认为发的是“假药”。后生产商以岭药业回应称，公司将呼吸系统相关产品统一用“连花”商标，即将原商标的老包装更换为“连花”商标的新包装。而杨浦区市场监管局接到江浦街道反映，当日发放的保供物资“酱香猪排骨”涉嫌标注虚假生产日期。经调查，该批“酱香猪排骨”是杨浦区江浦街道向本来生活采购的保供物资，标称生产商“商丘鑫胜缘食品有限公司”生产的“酱香猪排骨”包装上印刻有两个生产日期，保质期为常温下180天。本来生活在进货后未安排工作人员进行进货查验，导致涉嫌标注虚假生产日期的食品流入市场。杨浦区市场监管局于4月22日对本来生活涉嫌经营标注虚假生产日期的行为立案调查，对涉案食品进行抽样送检及进一步追查来源。另外有市民投诉反映其团购到的牛肉“早产”，分装日期标注为2022年12月11日。奉贤区市场监管局接报后开展核查，发现该批牛肉系上海云宵食品有限公司生产销售，其实际生产日期为2021年9月23日，保质期为2年，具有相关检验证明。4月11日，当事人将该批采购的原料牛肉进行切割分装后，标示分装日期为2022年12月11日，生产日期（原料）为2021年4月21日。当事人供述由于标签喷码的电脑系统技术故障以及员工疏忽未进行出厂核验，造成标示的原料信息与分装信息和实际不符。当事人于4月13日已通过自查发现上述产品分装日期的问题，立即停止销售，对库存产品标签进行改正。奉贤区市场监管局根据相关法律规定，对当事人进行立案调查，从快从严查办该案。
4月22日，上海市纪委监委表示，要求各区纪委监委、相关派驻纪检监察组对保供物资采购发放开展专项监督检查，严防“大礼包”腐败。翌日，上海市商务委发布通知，要求全市按照“四个最严”标准，聚焦重点行业、重点场所、重点品种，加大监督检查力度，从严从重从快查处食品安全违法行为，确保保供生活物资质量和食品安全。各区商务部门实行提级管理，加强对供应商资质资格审定，一旦发现证照资质不符合要求的，及时剔除出保供企业“白名单”，并作为案件线索进行追查；各区市场监管部门加强保供礼包抽查核验，抽检合格后方可向市民发放。
4月24日，上海市闵行区莘庄镇春申万科城的居民夏女士（化名）反映，居委会近期分发新一批物资大礼包中“红烧狮子头”和“老上海风味熏鱼”，腊肠、医用口罩等企业存在缺乏资质、屡被处罚等问题，上海老杜食品有限公司生产的熟食制品，经志愿者统计，有近百位居民称吃完后出现腹泻情况，累计因食物腹泻的有：狮子头76例、熏鱼14例、腊肠4例和锅巴2例，另有2例收到的熏鱼袋子已涨开变质。上海老杜食品有限公司多次经上海市崇明区市场监督局双随机抽检后被责令整改，过往的处罚记录里还涉及虚假标注食品生产日期、虚假宣传等问题，还曾因食品安全问题屡被处罚。阜阳市春光食品有限公司，该公司因生产标注虚假生产日期的食品，被没收违法生产的食品，并处于罚款人民币10000元整。安徽泾县宏兴食品有限公司，成立于2015年11月，法定代表人为俞金昌。注册资本人民币100万元，实缴资本0元。
4月25日，梅陇镇虹梅南路1781弄小区一居民表示，小区所发盒饭的猪肉中有寄生虫。闵行区市场监管局派工作人员赶赴现场开展调查，发现盒饭是由上海三品香大酒店有限公司松江涞坊路店供应。闵行区市场监管局已将线索移送松江区市场监管局处理，松江区市场监管局正在进一步调查核实相关情况。另外长宁区市场监管局收到市民投诉，反映其在某电商平台上订购的98元蔬菜礼包，收到时菜品有不新鲜、部分腐烂的情况，且礼包价格高于实际蔬菜价格。长宁区市场监管局接诉后，执法人员要求平台随机挑选部分已封装好的礼包产品，通过视频形式反馈市场监管部门。经进一步了解，蔬菜礼包是从工厂基地发出后送至社区点位，再由社区团长与对应小区居委志愿者协调发放时间，存在从配送到点位与实际送到居民手中一定的时间差，且当日气温近30℃，易出现蔬菜变质的情况。经执法人员核对蔬菜进销价差，发现平台对于相同商品销售利润率已低于非疫情封控时期，平台在查看投诉人蔬菜实际情况后，对出现问题的蔬菜予以退款解决。
4月26日，上海市场监管部门接到小区居民反映，团购的套餐内有超过保质期的冷冻包装鸡翅。经浦东新区市场监管局调查，该团购商品系由上海泽如国际贸易有限公司销售，公司向某小区销售的团购套餐共计230份，其中60份冷冻包装鸡翅超过保质期。上海泽如国际贸易有限公司销售过期食品的行为违反《食用农产品市场销售质量安全监督管理办法》第二十五条，浦东新区市场监管局拟按《食品安全法》相关规定给予行政处罚。同时对涉案产品的上游供应商的违法经营行为已通报相关属地市场监管部门查处。同日，宝山区顾村镇居民反映，当地发放的第三轮第二批次免费大礼包物资中“苏星四季”品牌大米有强烈异味，并有生产商反映该商品涉嫌假冒其公司产品。经查，该批大米供货商系苏粮集团代工企业，但无法提供苏粮集团授权，苏粮集团提出该供应商涉嫌侵犯其商标专用权。宝山区市场监管局已对该批大米进行采样送检，有关部门将进一步深入调查。
4月27日，上海市市场监管部门披露，松江区市场监管局收到消费者投诉反映某超市出售变质西红柿。执法人员到该超市调查，发现消费者通过团购购买了该超市蔬菜套餐。因套餐份数较多，在运输或搬运过程中，西红柿遭挤压破损。消费者表示所住小区属于管控区，人员不能出小区，蔬菜紧缺，希望能够补偿西红柿。该超市表示愿意补偿，但因其处于闭环管理，难以安排配送。执法人员将西红柿包装好，于4月17日上午送到了小区门口。
4月28日，上海市市监局发布通报称，近日市场监管部门接多起居民投诉反映闵行区江川街道发放的保供物资中酱鸭存在两个生产日期、白砂糖为三无产品，宝山区顾村镇发放的保供物资中“苏星四季”大米存在异味。据查，上述物资的供应商均为上海戎阳超市管理有限公司。针对当事人的多个违法行为，相关区市场监管局均已立案调查。
4月29日，上海市场监管部门集中公布一批“问题大米”违法案件的查处情况。其中，4月22日杨浦区市场监管局接到投诉，辖区内发放的保供物资“福临门雪域鲜稻珍珠米”有发霉、变质问题，供货商为上海永辉杨浦超市有限公司，生产商为中粮米业（巢湖）有限公司。据永辉超市供述是由于运输中保存不当所致，大米因淋雨受潮，进而发霉、变质，已向收到“问题大米”的居民进行了退换补发。杨浦区市场监管局于4月24日立案调查，对涉案食品进行抽样送检。而在4月21日，浦东新区市场监管局接到居民投诉，反映塘桥街道发放的“米其邻”牌东北优选大米无生产日期。该批大米的供货商为上海龙翔粮油有限公司，由上海谷屿农业科技有限公司生产，执法人员抽查发现库存大米存在未标注生产日期的情况。浦东新区市场监管局对当事人经营未标注生产日期的预包装大米的行为依法立案调查，并将生产厂家的违法行为通报属地市场监管部门。4月22日，宝山区罗店镇政府查验保供物资发现，有一批辽宁产“福粟大米”标称的生产日期可能存在问题，该批大米由上海鑫众米业有限公司从浙江福满仓米业有限公司购进。浙江福满仓米业有限公司将部分破包“福粟大米”重新包装后，标注上2022年4月22日的生产日期，销售给上海鑫众米业有限公司。上海鑫众米业有限公司又将上述大米销售给了罗店镇。宝山区市场监管局已对鑫众公司涉嫌经营标注虚假生产日期大米的违法行为予以立案，并将生产厂家浙江福满仓的违法行为通报属地市场监管部门。
5月2日，上海市市监局发布通报称，浦东新区市场监管局陆续接到市民投诉，反映本来生活提供的“保供食品”南湖牌咸鸭蛋存在外包装上有两个生产日期、蛋黄发黑等问题。经查，该批涉案咸鸭蛋为浦东塘桥街道向本来生活采购的保供物资，由高邮市南海食品厂生产，共计41000盒。4月25日，执法人员在街道居委的协助下对发放的南湖牌咸鸭蛋进行现场拍照、固定证据，确认部分咸鸭蛋涉嫌标注虚假生产日期。对当事人涉嫌经营标注虚假生产日期食品的行为，浦东新区市场监管局已立案调查，对“蛋黄发黑”存在不符合食品安全问题进行抽样送检。这是本轮疫情以来，本来生活第二次因保供食品质量问题被调查。同日，静安区曹家渡街道居民反映第五批发放的保供物资存在食品安全问题，称收到的冷鲜肉是奶脯肉，冰鲜鸡包装袋上也没有标示生产日期。其后街道办发表声明，已停止该批物资的发放，公安和市场监管等部门已介入调查。另外闵行浦锦街道的居民反映该地发放的保供物资中的午餐肉存在质量问题，部分居民将午餐肉切开后可以看到有明显的虫卵和异常的白色斑点。5月3日，浦锦街道疫情防控工作领导小组办公室发布情况说明，经初步核查该批次产品由家乐福超市提供，生产公司为漯河万中禽业加工有限公司（系河南双汇控股子公司）。街道已会同区公安、区市场监管部门就相关情况开展进一步调查。
5月4日，上海市奉贤区奉浦街道有居民反映，街道发放的“生活包”物资存在质量问题。5月5日，奉贤区市场监管局公布调查结果。
5月8日，上海市市场监督管理局表示普陀区市场监管局接居民投诉，有居民反映街道发放的保供物资“金帝来”金典三文治存在食用后腹泻和“金帝来·30年畅销品牌”的广告宣传问题。该批“金帝来”金典三文治供应商为上海蜂耘网络科技有限公司，标称委托单位为济南金帝来食品有限公司，受委托生产单位为济南圣都食品有限公司。经调查，批次为2022年4月14日的“金帝来”金典三文治菌落总数、大肠菌群不符合GB2726-2016《食品安全国家标准熟肉制品》的要求，检验结论为不合格。普陀区市场监管局已对上海蜂耘网络科技有限公司涉嫌经营不符合食品安全标准的食品的违法行为予以立案调查，并将相关情况通报给生产单位所在地市场监管部门；对于涉嫌发布虚假广告的问题，已发函至委托单位所在地市场监管部门作进一步调查。
5月初，家住嘉定区江桥镇的居民反映街镇新发放的一批大米包装信息异常，怀疑是假冒伪劣产品。此次居民收到的是“兴安村人缘超级小町优质米”，“超级小町”的拼音也打成“CHANGJIXIAODING”而非“CHAOJIXIAODING”。5月9日晚间，生产商发布情况说明，称“兴安村人缘超级小町优质米”的确是其生产加工的产品，全部为当季稻谷，并非“山寨货”，包装信息异常是生产过程中的失误所致。由于产品包装版面在哈尔滨，印刷公司封控，没有办法生产并运输，只能临时重新制版“兴安村人缘超级小町优质米”的包装，未仔细复核，便直接交付吉林省四平市相关单位印刷完毕，连夜运输到肇源县松花江精制米有限公司进行生产，从而导致包装上“超级小町”的拼音错误。另外该产品计划在四川推广，因而包装上的电话号码属于公司驻四川的销售经理电话，因此引发了江桥镇居民对产品的误解，误以为是“山寨产品”。嘉定区市场监管局表示，针对产品包装问题，已向肇源县松花江精制米有限公司所在地监管部门发送协查函，进一步了解调查相关情况。
5月11日，部分上海网民爆料，疑似静安区、宝山区组织采购的金字咸肉生蛆。对此金字火腿公司发布情况说明称，此次金字火腿发往上海的220g咸肉产品中，由于长途储运原因，个别产品出现质量问题，公司对此表示歉意。

#### 同濟大學劣質食物
有同濟大學學生在社交平台投訴，他們吃的蔬菜中夾雜蛆蟲、蝸牛，而且豬肉未煮熟並仍有大量豬毛；此外還出現女生宿舍800人搶50包衛生巾的問題。4月28日，同济大学后勤管理与保障处发出公告：称在27日，杨浦区市场监督管理局向学校反馈检查结果，经执法人员现场对四平路校区食堂的原料仓库、操作间、配餐间等场所进行检查，重点查看了留样菜品，未发现存在寄生虫及虫卵的情况。同时学校也发现食堂存在切配过程中剔除不仔细的情况，并对此深表歉意。5月4日深夜，上海市市场监管局通报，市场监管部门在调查中发现，咸猪肉的供应商上海联新食品有限公司涉嫌未取得“散装食品销售”经营项目擅自经营散装食品等违法行为，已对其立案调查；发现上海联新食品有限公司的咸猪肉的供应人毛某某涉嫌存在未经许可从事食品经营的违法行为，已对其立案调查；发现咸猪肉的生产企业上海璟年食品有限公司涉嫌存在虚假标注生产日期、未记录生产记录等违法行为，已对其立案调查。

#### 骑士单日收入过万
4月11日左右，网传一名顺丰同城骑士收入过万，该日顺丰回应称7856元系网络打赏的。

#### 视障人士生活困难
上海市至少有10万本地户籍的视觉障碍人士，其中约3.5万为全盲和半全盲，另有至少400名外地户籍视障人士。隔离封控期间，这些居民的生活遇到困难。部分抢菜APP的无障碍设计尚未完善，视障人士因而难以抢到菜。另外大部分视障人士平时使用微波炉和电饭煲加工半成品食物，由于居委会提供的物资多为生食，视障人士需要克服对明火的恐惧来制作食物。

#### 跨省团购奶茶事件
2022年4月末据澎湃新闻报道，普陀、静安等多个区的上千位“团长”加入多个“一点点奶茶上海团购团长群”微信群，通过群主发布的团购链接购买奶茶，但不少在次日凌晨收到奶茶的“团长”发现，收到的奶茶由杭州市多家一点点门店制作，最早的制作时间距离收货时间相差近24小时，且规格也与订购时有差异。而现做奶茶长时间放置，可能产生食品安全问题。5月3日下午，一点点奶茶官方微信公号发布《致点粉的一封信》称，网络上出现异地采购一点点奶茶的消息，且无饮品标签、涂改标签，购买来源不明，与一点点管理规定相违，呼吁网民慎选合规购买渠道。此外负责配送的工作人员使用的证件也被假冒。除此之外，有“团长”更在网络上发表从嘉兴市团购的喜茶、一点点等，有网民饮用后出现肠胃炎和发烧的情况。更有“团长”称可以代购肯德基，但肯德基官方表示没有相关规格的套餐，对方也称肯德基套餐是从浙江送过来的。。

#### 丢弃未报备的社区团购食品
2022年5月，微信、微博等社交媒体出现一则志愿者处理团购食品的视频。网民称祁连二村将居民团购的熟食全部丢弃，指责该举措浪费食物，希望有关部门核查志愿者实施该举动的原因。5月7日，宝山区大场镇通过微信公众号发布一则“情况说明”，表示为保障社区居民健康安全，降低物流环节病毒感染风险，减少物业和志愿者配送负荷，祁连二村二居委联合物业于4月16日发布《告全体居民书》，明确团购物资须报备，禁止团购咖啡饮料、酒类等非生活必需品和海鲜、生鲜、熟食、冷冻、蛋糕等容易因消毒转运时间长而发生安全隐患的食品。5月6日下午14：30，一名自称是轩乐诗员工的快递员带着一批轩乐诗团购熟食到小区送餐，小区志愿者发现该批团购物资并非事先报备的蔬菜予以拒收。之后的十分钟内，该快递员又将被拒收的物资贴上“美团外卖”标识，伪装成快递物品投放在小区快递物品收纳点。下午16：00，小区志愿者准备定时分送这批消杀静置过的“快递”物品时，发现了该批团购熟食。鉴于当天天气较热，该批物品户外留置时间过长，有食品安全隐患，小区志愿者遂紧急请社区民警出面协调处理。下午17：00，该批团购物资的“团长”承认了自己瞒报团购信息的事实，表示放弃该批团购食品并交由志愿者处理，之后小区志愿者将这批食品装入垃圾袋，并现场拍摄了视频发送到群名为“团购审核群”的微信群。该群内人员又将视频转入其他圈群，造成传播。视频中有志愿者表述的“野团”并不准确，外卖平台开放的商家均有保供资质。大场镇政府表示，对志愿者管理和纪律要求不够到位，工作资料在工作群外传播，造成社会误解，产生负面影响，向居民致歉。

#### 孕妇賣雞蛋遭志願者舉報逼寫保證書
5月初，一微博网民指出浦東新區一處公寓因為一板（30個）雞蛋引发糾紛。影片中身穿紅衣服站在一旁的是志願者，在微信群裡賣一板雞蛋40元，但該名孕婦因為多買雞蛋分送一些給鄰居，鄰居因為不好意思給了孕婦30元，孕婦因此被該志願者舉報「非法團購」。孕婦隨後將30元退還給鄰居並簽保證書，但兩名志願者仍在深夜上門要求她明早交出雞蛋。而孕婦隨後要求要和該名志願者所稱的「上級部門」聯繫，釐清團購的定義才願意交出雞蛋。此事件传出后，網民批評雖然有許多熱心的志願者，但也有部分志願者「假借公益之民做生意」，引发讨论。

#### 居委会私吞物资疑似转移
5月11日，有网民发布青浦区“城北居委会转移物资”“青浦城北居委工作人员每天大包小包的往回拉，待遇太好了”等相关言论，引发关注。后盈浦街道办事处表示两则消息不实，系谣言；大厅的物资主要是核酸检测等医疗物资，并不是生活物资。

#### 物资供应商成立时间较短引质疑
5月23日，第一财经报道，宝山区高境镇有居民发现，近期计划发放的物资供应商内有一家企业仅成立了6天，引发争议。据宝山区高境镇新冠疫情防控领导小组办公室5月22日官方消息称：该镇5月23日启动新一轮生活物资发放工作，供应商为上海萃沪农业科技有限公司和上海朝晟食品有限公司。其中上海朝晟食品有限公司成立于2022年5月17日。其成立时间较短。而公司两大股东，郑世磊与常艳青有7家合资或合作企业（包括上海朝晟食品有限公司）。不过经第一财经记者查询，截至2022年5月8日更新的上海市疫情防控生活物资保障企业查询库，以上企业均查询不到，之后又拨打了高境镇政府的公开电话，工作人员表示已知悉上述情况，至于具体是如何引入了上海朝晟食品有限公司作为合作者，并不清楚，需要进一步查询，对于居民的反馈，会尽快上报。朝晟食品股东常艳青表示，由于市场上对于物资的供不应求，当时有的企业不够供应业务量，所以在上海实行封控之前，就已经申请了多家新公司，而封控之后的手续和流程进展比较缓慢，强调都是合规和齐全的。而朝晟食品在3月开始申请成立，4月和5月一直在走程序，5月中旬金山疫情好转，至5月17日注册成立。第一财经记者咨询工商登记人士后获悉，封控期间注册公司可以通过“一网通办”平台办理工商注册，最快可以1天拿到电子营业执照。上海市商务委表示，关于政府采购大礼包发放给居民事宜，要选择经营合规，有相应货源组织能力、配送投放能力的供应商，优先选择上海市生活物资保供企业，但在使用“白名单”企业方面没有强制要求。所有供应商要对货源有品质把控。5月23日下午，高境镇政府发布情况说明称。经高境镇保供工作组视频连线，考察了该公司蔬菜采购地的供应能力，综合考量同意朝晟食品公司承接此次蔬菜供应业务。

#### 巴黎贝甜封控期间无证生产被罚
8月12日，上海市市场监管局称巴黎贝甜在封控期间封闭了工厂，并将部分因封控无法回到住处的员工转移至其培训中心，并利用培训中心的设备及物流中心的原材料制作面包。但由于培训中心并未获得食品生产经营许可相关资质，巴黎贝甜被没收违法所得5.85万元，并被罚款58.5万元。消息一出便引发网民争议。许多上海民众表示在封控期间就是靠着团购巴黎贝甜的糕点度日，并称巴黎贝甜并未涨价，相较封控期间各种恶意涨价、团购物资腐烂等行为巴黎贝甜实属良心，不应被罚。9月3日，上海市场监管局回应称处罚为最轻幅度，企业可以依法提出异议。

#### 日本總領事館只剩下泡麵
4月17日，因應上海實施嚴厲封控措施，生活物資運輸及交易受限，導致物資供應緊張，甚至連日本駐上海總領事館的工作人員也面對斷糧問題，只剩下泡麵，缺乏蔬菜等其他糧食，只能向旁邊社區的居民求救。在一個上海社區的微信群組裡，有居民發出援助日本駐上海總領事館工作人員的訊息。該居民表示，「鄰居朋友們，現在隔壁的日本大使館官邸工作人員需要我們的小區的物資支援，一共四個人，現在只剩下泡麵了，大家家裡如果有富餘的蔬菜/肉/米等其他食材願意支援的，我等下開個接龍大家報名下，我晚點統一去拿食材幫他們放在門衛，街道會送過去」。訊息發出後隨即有很多居民表示支持，並以接龍方式列出一系列物資清單，包括香煙，也有人問需不需要提供廚具等，甚至也有人開玩笑的說：「我提供一頓海鮮能換日本護照嗎？」

#### 美国领事馆陆战队员断粮
因上海因疫情爆发严格封锁，美国领事馆陆战队员的新鲜食物在4月5日耗尽。一名美领馆工作人员在微信平台上发出呼吁，要求同事为驻守领馆的7名海军陆战队队员省下一些食物。随后有好心同事积极相助。

### 管理问题

#### 嬰幼兒被單獨隔離
據《中國慈善家》報道，上海有多名嬰幼兒被單獨隔離，而網傳隔離地點位於「金山嬰幼兒隔離點」，而且被隔離的嬰幼兒哭鬧不止。4月2日，上海市民政局副局长曾群说，如果父母的新冠病毒检测结果呈阳性并必须被隔离，该市将为无人照看的未成年人提供 "快速帮助"，独自留在家中的儿童将由 "临时监护人 "照顾，或被安置在为此目的而设立的地方。上海市婦女聯合會表示，正在協調處理事件。同日下午，上海市公共衛生臨床中心表示事發處並非位於「金山嬰幼兒隔離點」。而被單獨隔離的孩子家長表示，希望信息能公開透明，讓家長了解情況。4月4日，上海市卫生健康委一级巡视员吴乾渝表示，近日上海卫健委再次发出工作提示，要求各定点医院和集中收治点重点关注特殊患者，包括儿童、孕产妇、老人等群体，对他们进行分类收治。按照分类收治的原则，如果儿童家长同样是阳性感染者，可以同住在儿童区域陪护照顾，一起接受观察治疗。对于儿童感染者，如果家人不符合陪同条件，且患儿小于7岁，将在公卫中心接受治疗；其他大龄儿童和青少年，以及家长符合陪同条件的低龄儿童感染者，将主要在集中收治点隔离治疗，并配置专业的儿科医疗团队，保障患儿得到规范专业的治疗和生活照料。根據第一財經報導，上海新國際博覽中心方艙醫院针对患兒家長也是陽性的情况，會採取「同收同治」的策略；針對很小一部分核酸陰性的家長，将从人道主義的角度考慮采取“相應安排”，讓陰性家長可陪護。有家長問「怎樣可以快速感染新冠」以便能陪護幼兒。不过尽管如此，對於那些7歲以下被收治在公衛中心的兒童，家長陪護的問題仍然沒有任何说法。
法国国际广播电台评价称，这是全世界罕见的非人道场面。3月31日，法国驻上海总领事馆代表欧盟共24个成员国致函上海市政府，要求无论任何情况，父母和孩子都不能被分开。中國兒童友好社區工作委員會主任周惟彥建议，家長無論核酸檢測陽性或陰性，在完成必要手续后、应当准許其在公衛中心陪同照護7歲以下患兒，对于6個月以下的嬰兒，無論是嬰兒或母親陽性，母嬰都不該分離。

#### 疑似滥发特殊通行证
疫情期间，上海有关部门为民生保障供应人员及相关车辆颁发特殊通行证，持证者可凭证件及48小时内核酸阴性证明，在报备后自由出入社区。然而4月6日前后，有社交账号称上海浦东地区出现异常堵车，麦德龙上海普陀区商场因“持证人数大增”而被迫暂时关店，更有“黄牛”表示花费1000元人民币即可办证。之后上海警方表示已经拘捕“吹嘘可代理办证”者，但仍未解释堵车和商场顾客激增的问题。4月6日晚，上海闵行区警方通报，违法行为人陈某（闵行区某客运公司职工）因寻衅滋事被公安机关依法行政处罚。

#### 夫妻自称有阴性报告仍被强制送方舱
据4月8日网传的一段录音显示，上海警方疑似要强制带走一位疑似阳性的女士和其丈夫进入方舱医院，该女士声称自己有阴性检测报告，并要求警察出示带走她的理由——阳性检测报告，警察并未出示，强令她必须配合。4月11日上午，浦东新区政协委员赵国宝就此回应称不存在误判问题，本次事件的当事人是一位13岁的女孩，核酸检测为阳性，上海当局各部门“已多次上门劝说”，“同意其母亲作为家长陪同前往隔离”，并向该户居民解释了“疾控下發结果和健康云显示情况可能不同”的情况，建议大家“至少是双方的声音都要听听”。有网民质疑该政协委员的回应，称“你们上门转移没有阳性检测报告，人家手上有阴性报告，嘴巴一张就是谣言，真好笑”，“疾控、健康云、检测机构关于阴性阳性结论不一致的后果为什么要居民承担？”

#### 防疫人员強拉94岁老人去方艙
有人在微信上發表文章指出其居住在普陀區宜川路街道宜川四村94歲的外婆在4月13日做抗原測試檢測結果為陽性，期間症狀為輕微的咳嗽，沒有發燒，通報給居委會，隔天人員上門做核酸。之後15、16日兩天，抗原測試呈現「陰性」（發佈的照片疑似弱陽性）。18日下午其外婆接到居委會電話，被要求馬上收拾物品，要將他運轉至方艙。作者指出，上海曾經發布新冠肺炎防控方案（第八版）中明確規定，65歲以上老人可以根據實際情況居家隔離。不過從4月17日開始上海變換了規則，65歲以上的老人也要被送進方艙醫院。最終作者在微信朋友圈上發文表示，其外婆的家被強行撬開了房門鎖，並被強行轉運至醫院，防疫人員抓人時沒有出示任何文件。作者稱其外婆到了醫院後，沒有床、沒有被子，只拿到了一個枕頭。4月19日晚，上海市普陀區宜川路街道辦發布情況說明，表示按照防控辦「應轉盡轉」的要求，要對該名老人轉運隔離，居委會工作人員曾聯繫作者的舅舅，告知到時會轉運其外婆，社區警員及居委會工作人員於4月19日凌晨2時上門，長時間敲作者外婆的房門，再無人應答後安排鎖匠打開第一道門鎖，後來作者舅舅自行打開房門，最終與作者外婆於凌晨3時乘坐轉運車輛前往桃浦社區衛生服務中心德樓，隨後配發了被縟等生活物品。4月19日当晚，两位老人由桃浦社区卫生服务中心转运至医疗救治能力更强、收治病人较多的利群医院。4月20日晚，在满足了连续2次标本核酸检测呈阴性（采样时间至少间隔24小时）的要求后，两位老人已经出院，并于当晚由街道派车接回所住社区。

#### 踹壞門要人去方艙
5月，有一名居住在黃浦區的女子自稱自己的核酸在覆檢，不願意去方艙，結果黃浦區警察踹壞木質門破門而入強行要求女子前往方艙，並且警方也沒有出示任何女子陽性的證據。

#### 120救护车进入小区公车私用购买香烟
4月17日下午，上海一脑科医院救护车进入七宝镇吴宝路一小区，车上驾驶员和一名随行女子均穿着便服，后被居民发现司机在小区买烟，居民随即报警，警方对2人处以警告。院方表示，该事件为司机值班期间个人行为，医院并未同意其私自开救护车外出，作出开除处理。

#### 復旦大學女浴室門口安裝監控以及校內衝突爭議
網絡上有人指復旦大學以防疫為由，在女生宿舍浴室門外附近新增2個閉路電視進行監控，引起學生不滿。4月18日，復旦大學回應，表示只是對個別宿舍樓門廳缺失信號的攝像機進行了維修，並無新裝，網上給出的指控並不屬實。此外部分網民聲稱有復旦學生不滿防疫規定而發起抗議活動，學生在校內張貼大字報抗議，復旦大學教師張維為也被其他青年教師襲擊。校方隨後用催淚氣體驅散抗議人群，拘捕抗議活動的發起人並切斷網絡。4月20日，復旦大學發表聲明指校園局勢平穩，並對造謠行為予以強烈譴責，表示已向有關部門報案。此外复旦大学宣传部部长陈玉刚以及該校學生向解放日報記者同樣表示網上關於复旦的一切都是謠言。陈玉刚表示已經找到编造、转发不实言论人员並批评教育。张维为也在朋友圈表示自己因為疫情原因一个多月未能踏足复旦校园，而自己在家里正在录《维为道来》。

#### 随申码误赋黄码
本轮疫情期间，上海对核酸筛查“应检未检”的人员随申码赋黄码，但也有部分居民已参加核酸筛查或所在小区无核酸筛查安排被误赋黄码，或对仍为绿码的人员发送“已赋黄码”的短信。例如，4月29日，徐汇区爱建园小区46号楼的绝大多数居民发现随申码赋黄码，后向随申办后台申诉，后台回复其属于“应检未检”人群。而这栋楼的居民自4月22日起一直在做抗原，小区也并未安排做过核酸检测。该小区所在的田林街道表示，一直是按照市里的要求组织核酸检测，市大数据中心则表示是根据疾控中心的数据进行赋码。该工作人员同时表示，4月26日上海通知防范区不做核酸，因此街道也是严格按照要求执行。上海市大数据中心工作人员表示，此类赋黄码的情况是最近一段时间没有做核酸，被列为“应检未检”。市民如后续完成核酸筛查，结果为阴性，会自动转为绿码。仍被赋黄码的，可以通过“随申码”的“我要申诉”功能提交申诉。除此之外，闵行区莘城公寓的居民也收到了“已赋黄码”短信，但随申码仍为绿码，居民们猜测可能是群发提示。而莘庄镇某小区的居民表示母女俩的随申码都变成了黄码，但均参加了社区核酸筛查。经排查可能与户口所在地出现阳性感染者有关，但实际并非住在户口所在地，而她实际居住的楼没有居民核酸异常。

#### 上海一福利院老人未死亡被装进裹尸袋拉走
5月1日下午，网传上海一福利院在转运“死亡”老人至殯儀館时，殯儀館方面发现老人仍有生命体征。普陀区民政局表示，确有此事，事件中的長征鎮新长征福利院老人已转运至医院救治，生命体征趋稳。普陀区民政局表示，已会同相关部门迅速成立联合调查组进驻新长征福利院，在查清事实后将对相关责任人作出严肃处理，并向社会及时公布。5月2日，普陀区民政局党组成员、副局长黄耀红，养老服务科科长刘颖华，长征镇社会事业发展办公室主任吴友成，新长征福利院院长葛芳等被免职；普陀区民政局党组书记、局长张建东被党纪立案。同时，普陀区卫健委决定吊销涉事医生田某某医师执业证，并由公安机关对其立案调查。普陀区民政局对新长征福利院启动行政处罚程序，并派驻工作组进驻该福利院开展后续工作。事发后，有网络一度流传寶山區殯儀館發出的通告，內容指兩名員工在接屍過程中，揭發「屍體」仍有生命，決定各給予5,000元人民幣獎金。通告称，該館吳姓和韓姓工作人員在準備接運一名75歲的女患者「遺體」時，發現她仍有生命迹象，連忙通知養老院將她接回。館方表示，女患者的家屬感激殯儀館兩名工作人員「細緻入微、恪盡職守、尊重生命的工作態度」，又稱疫情過後將送上錦旗表達謝意。

#### 住電話亭女子被趕走
4月1日，一位在上海打零工的女子封城后无法支付房租，於是來到一個电话亭住下。該名女子居住在电话亭期間還會晒被子，並在电话亭内堆满了各种生活用品。她還會每天遛狗。4月29日，身穿防护服的中華人民共和國人民警察将她按倒在地，並从电话亭里扔出了她的物品。最后該女子赤着脚，带着自己的一只小狗离开了电话亭。据中国青年报报道，涉事派出所表示，由于防疫任务艰巨，人员压力巨大，29日凌晨的确处理得有些过激，对当事民警也会严肃处理。

#### 被注册虚假志愿者
4月22日至今，一则《如何看待上海市大规模伪造志愿者记录以冒名顶替吃空饷》的文章通过互联网传播。该文章称，通过“支付宝”应用或微信小程序“志愿云”可以查到个人志愿服务情况。有不少网友在这篇文章下回应称，自己“被注册”了。一名业内人士表示，支付宝“志愿者”数据与中国志愿服务网官网直接挂钩，由于近日查询量过大，已于日前下线。查询中国志愿服务网发现，该网站为民政部志愿服务官方网站，该网站首页有一个“志愿者实名注册”选项，进入上海端口“志愿者注册”选项后，页面显示“公益护照申领维护中，暂停申领”。目前上海面向公众的志愿者平台主要有两个——一是“中国志愿服务网”，属于民政系统；二是上海共青团组织的青年志愿者协会。前者的注册、服务数据与创建文明城市有关，后者则鼓励团员青年注册，通过积分兑换等方式激励青年人参与志愿服务。“多年实践下来，我们的日常工作包括社区志愿服务，都没有补贴一说。但服务一些大型赛会、展览时，确实会给志愿者一些误餐补贴，大约每天几十元。”这位业内人士补充说。3月29日，上海市发改委副主任阮青曾在疫情防控发布会上提到，将按照国家有关规定，落实疫情防控一线医务人员临时性工作补助，向社区工作者、志愿者适当发放临时性工作补助、补贴。针对网传信息，上海市文明办表示已获悉相关情况，正在调查核实中，将尽快对此予以说明。

#### 居委干部假借捐赠向居民索要翡翠
5月3日晚，有网民发文举报“三林镇一名居委干部向爱心居民索要翡翠平安扣作为抗疫物资”，引发网民关注。5月5日，浦东发布通告，三林镇居委干部朱彩凤，利用工作便利，假借抗疫捐赠之名反复纠缠小区居民，以达到其低价甚至无偿占有私有饰品（翡翠平安扣）的目的，造成恶劣影响。三林镇监察办对朱彩凤予以政务立案调查。经三林镇党委研究，决定按程序解除其劳动关系。

#### 播《国际歌》遭多名公安上门传唤
5月4日，网上传出一段视频显示上海多名公安上门传唤一名男子，指控他播放《国际歌》。公安被质问放《国际歌》“哪里违法？”。公安拒绝正面回答，要求男子“接受传唤”。

#### 去方舱后“阴转阳”
据BBC报道，一名上海女子在五月初做过多次核酸检测，只有一次结果为阳性，Ct值经过检测后也大于35，但依然被送往方舱医院，出舱后有发烧38.5度等症状。

#### 強拉密切接觸者去方艙
5月初起，上海開始執行「一人陽性、全樓轉運」。許多人反對這一措施，甚至有人與警察爆發嚴重衝突。童之偉指出，上海當局無權使用強制手段將居民強制送到方艙隔離。5月10日，上海市疾控中心副主任孙晓冬在发布会上解释，密接和次密接的判定是流行病学调查专业人员根据国家和上海市制订的有关防控工作方案的要求，结合国家专家组的建议以及流行病学调查的结果和大数据排查的信息，综合判定，强调判定原则绝不能搞简单化、一刀切。
5月11日，一群防疫人员要求作为“密切接触者”的一位上海市民前往隔离。这位市民援引法律指出防疫人员无权强行拉走“密切接触者”。在面对一名身穿印有“警察”字样白色防护服的人员威胁“要影响你的三代”时回应说：
这是我们最后一代，谢谢！
据中国数字时代指出，网友纷纷转发这段视频并留言，表达对三胎政策与领导干部终生制的不满与抗议，但这段视频在当天就遭到删除。

#### 检测机构多次误报阳性
5月9日，黄浦区五里桥街道融创滨江壹号院小区出现13例核酸假阳性案例，但居民抗原检测结果为阴性，不过经瑞金医院复核，复核结果均为阴性。据报道，该小区4月30日出现一例阳性病例，5月1日起实施单人单管核酸检测。5月5日、6日的核酸检测分别由上海中科润达气膜实验室（黄浦）和上海中科润达医学检验实验室（异地）完成。而上海中科润达气膜实验室（黄浦）则是由黄浦区政府与润达医疗旗下的第三方实验室中科润达等企业合作投建。有多位核酸检测人士分析，实验室污染，样本污染等，都有可能带来假阳问题的出现。5月10日上午，上海市卫健委副主任赵丹丹表示，针对部分市民对核酸检测结果的情况反映，已开展对相关第三方检测机构的调查，如发现违法违规问题，将依法依规从严查处。

#### 徒手摔活魚
5月9日，有视频显示，静安区彭浦镇大华阳城花园门口有人在徒手摔死活鱼。後來阳城居委会一工作人员解释，活魚禁止進入小區，但團購团长在报备時表示購買的是冷鲜鱼，結果購買的是活魚，所以有人在小区门口将鱼摔死后送进小区。

#### 医院错认“过世”患者身份信息
5月，周浦医院一位出院转回涉老机构的患者与另一位经抢救无效去世的患者身份信息发生错认，两位均为93岁高龄患者。醫院早前通知家屬指老婦染疫身亡，當日已送往殯儀館火化。5月14日，该院发表声明称，医院发现相关情况后与涉老机构分别上门与家属沟通，真诚致歉，并得到逝者家属的谅解。同时该院向逝者表示沉痛哀悼，将深刻吸取教训，认真整改，严肃追责，切实做好善后工作。

#### 居民吃泡面、居委吃瑞士卷
5月8日起，青浦區徐泾镇玉兰清苑实行静态管理，暂停快递、外卖和团购行为。5月14日當天，居委給居民分發物資。當晚23:23，有网友在网络上发布居委工作人员在办公室吃瑞士卷。5月15日中午，小区有部分居民至居委会反映问题，对5月14日分发的方便面不满意，要求更换物资。聚集的居民還試圖奪取客饭。當時有公安部门在場應對情況。後來徐涇鎮當局表示客飯是專門供應小區內符合條件的47名老人，而且瑞士卷是防范区的同事慰问值守的工作人员的物資。网传爆料此事件的视频拍摄者事后被拘留5日，引起较大争议。

#### 防范区居民出门需“摇号”
5月23日，据上海电视台報道，有不少防范区居民反映小区恢复正常进出，但需要凭出门证，几户甚至是十几户居民仅能分到一张，有些还需要抽签或摇号决定。而属地街道防疫办负责人表示，为了避免人流聚集和保供企业供货不足的情况，要求各居委根据实际的需求，错峰错时出行。而上海市新居民區黨總支書記李娟介紹，实际上每家每戶都有一張出入證，但為了控制人流，建議大家非必要不外出，因此才沒有派發到所有人手上，若居民有需要可以到居委會登記取證。

#### 滞留外省市人员返沪后无法接收
5月24日，据上海电视台報道，一些滞留外省市的人员返沪后，要逐一报备身份、核酸、居住信息给线路管理人员，各居委工作人员会进行核实，随后将接收信息反馈给线路工作人员，予以点对点的放行，但有两位乘客因为属地拒绝接收而无法上车。居委会负责人表示要提供居住地的证明才可返沪，但乘客不可能再回居住地开具，且居住地居委会也无法提供相关证明。此前，奉贤交通委在官方公众号发布消息，外省返奉人员在启程前要提前向居住地所在村居做好报备。有律师表示，居委会的做法是不合理、不合法的，无权代表行政机关进行涉及到居民具体法律上权利义务的管理。25日，奉贤区有关方面表示，该居民已于当天下午返回小区，“只有居住地出具证明才能接收”不是硬性要求。

#### 上海交大一博士生逗流浪猫被通报批评
5月26日，一则网传上海交通大学徐汇校区疫情防控期间对于博士研究生孟某相关情况的通报引发热议。这则通报发布于5月25日。其中提到，当前高校疫情防控形势依然严峻，但近期巡视仍然发现个别人员无视学校防控规定和要求。5月22日下午，安泰经济与管理学院博士研究生孟某在徐汇校区内近距离用小草逗流浪猫，且未佩戴手套，给学校疫情防控带来风险，影响较为恶劣。特此对孟某进行全校通报批评，取消个人本年度评优资格；个人提交书面检查，自行承担隔离产生的一切费用。26日，上海交大方面对澎湃新闻记者表示，疫情期间，学校已有十多位学生因撸猫逗狗受伤，封控期间无法正常去医院处理，疫苗资源也非常紧张。为保护学生安全，学校发布相关安全提示和防疫要求。许多批评者认为学校的处罚过于严厉，但也有支持者认为，学校按章处罚没有问题。

#### 企业员工无法正常往返于企业与居住地之间
5月下旬，随着上海复工复产的推进，不少市民走出小区，回到工作岗位的意愿越来越强烈。尽管根据《上海市工业企业复工复产疫情防控指引（第二版）》，对复工人员回小区的已经明确封闭生产企业可以向所在区有关部门申请轮换已复工复产人员，相关人员可凭48小时核酸阴性证明，进小区前加测1次抗原，如阴性可回小区。但各社区居委会、村委会出现层层加码的现象，主要有返回公司后不能再回小区、回小区后不能再回公司两种情形。上海市人大代表，上海恒建律师事务所主任律师潘书鸿认为，在防疫的过程中，小区与小区，居委和居委会之间的操作手法和操作流程存在着差异，没有统一的标准和规则，让老百姓有种无所适从的感觉。潘书鸿强调社区居委会是一个民间的自治组织，其核心价值是民间依法自治，是基于居民的授权开展服务管理小区的机构，不是行政机关。在此次防疫过程中，居委会客观上也存在一些政府的职能行为，但在执行政府职能行为的过程中，首先应当依法执行操作，不能自行层层加码。

#### 常态化核酸检测相关问题
6月1日起，上海逐步推行常态化核酸检测，市民进入各类场所必须持有72小时内的有效核酸检测报告。不少市民面临排队久、出结果慢、检测点乱加码等问题，对复工复产造成一定影响。有市民反映核酸检测需要等待一个小时才能排到，最长的则排了三个小时。有工作人员还对前来询问的市民进行劝返，劝请选择另一个时间再来做。也有市民反映，近日的核酸检测结果要等待较长时间才会出结果，更有市民反映即将轮到位置，但采样点已经临近下班时间，无法采样。也有市民反映试管用完，等工作人员送来试管已经过去了半小时。更有人表示，随申办显示的核酸采样点“忙闲”标志与实际情况不符，有市民称一处显示为“空闲”的点位，却排了一小时还没有轮到，而在这一小时期间，点位仍显示“空闲”；另外，有市民称随申办“核酸采样点”显示的开放时间与实际时间不匹配，且容易造成上班迟到，对复工复产造成一定影响，建议提供的检测点信息应更准确，检测点开放时间也应更合理。也有人建议在每个点位后设置“意见反馈”按钮，或者在核酸采样亭张贴意见收集二维码，供市民提建议和意见，并根据实际情况进一步调整。而在检测点进行核酸检测工作人员的专业性也遭到质疑，不少民众反映，发现有负责采样的工作人员没有做手部消毒，连续为多人采样；也有工作人员身穿工作服却空手而来，没有带任何物料；以及检测点结束采样后检测工具废弃物随意乱放等问题，引来批评。当晚普陀区一采样点发生被砸事件。因周边区的居民、社会面流动人员以及周边小区群众汇聚此采集点采样，造成核酸检测需求量超负荷，试管准备不够，居委会干部通知后续人员不要再排队。有居民对此表示不满，将周边路障扔到检测点，并掀翻了检测点桌子，造成采集员轻微软组织挫伤，采集好的核酸样本散落地上。居委会干部立即报警，民警抵达现场后将当事人带至派出所处理。当事人因寻衅滋事已被公安机关行政处罚。
针对上述情况，上海市疫情防控核酸筛查专班负责人夏科家在6月2日举行的发布会上致歉並表示，6月1日是首个常态化核酸采样点开放日，由于有的采样点未开放、有的采样点位的服务时间较短、采样工位未开足等问题，造成部分核酸采样点排队时间长，对此表示歉意。发现问题后，对部分点位已连夜增派了采样人手、增开了采样窗口。夏科家表示，上海将加密采样点位、增加采样工位、延长服务时间、优化流程、健全问题发现及应急处置机制以解决以上问题。

#### 疑似阳性人员去世导致密接人员无法解除红码
2022年6月14日，一位曾在方舱医院接受治疗并出院的老人因基础性疾病被送入龙华医院救治，2日后不治。6月15日，老人曾接受3次核酸检测，后两次的检测结果为阴性，第一次结果为「检测中」。家人因此随申码变为红码，虽然核酸结果为阴性，但仍然无法参加老人的追悼会。徐汇区相关部门表示，老人第一次核酸结果为「检测中」，实际含义是疑似阳性，需要由区疾控中心间隔24小时后做2次核酸复核。但由于老人不幸过世，无法接受复核，其家人也无法解除密接身份。

### 外籍人士事件

#### 上海六院“丁丁保卫战”
3月31日晚上10点，此前因打架事件受到关注的上海市第六人民医院以“新冠疫情笼罩下的‘丁丁保卫战’”为标题，发布了一则紧急救治来自境外高风险地区的外籍阴茎异常勃起患者的文章，一夜之间阅读量超过7万，随后文章被删除。该文章被网民认为是差别对待外籍人士，痛骂“崇洋媚外”，“可怜国内哮喘死，外国丁丁酣战忙”，也有网民指医治外籍患者无可厚非，但此时宣传不合时宜。

#### 华东师范大学为留学生过生日
上海分区防控期間，华东师范大学国际教育中心在学生宿舍为留学生舉辦生日活動，引發網友不滿。事件曝光後华东师范大学就此事致歉，表示考虑不周，没有遵循学校防疫相关规定。

#### 法國人高喊要自殺
4月26日晚间，一名法国人冲出封锁並用英文、中文和法文反复高声呼喊要自杀，並用中文要求“大白”帮助他自杀。法国驻上海總领事馆後來向法廣表示該法籍人士已受到护理人员的照顾，情况稳定。法国政治人物弗洛里安·菲利波特批評法国政府對此袖手旁观。

#### 南非女教師死亡
網傳南非女教師諾瑪·布萊克（Noma Blackie）餓死於上海公寓，南非當局證實其過世的訊息，但未說明死因。

#### 韓國人死亡
一位生於1978年在麵包店工作的韓國獨居男子於5月3日在上海被發現死於家中。其本人多日沒有做核酸，当地居委的人到其住所檢查時才发现已死於家中。

#### 外籍人士抗議
上海出現抗議由外國人領頭的現象，並引發騷動與模仿浪潮，使得中國人也跑去抗議。

#### 两名日本人死亡
5月底，日本媒体報導亦有兩名日本人死亡，不過日本接獲中方通知後，大使館方面決定不透露細節。

#### 向黑人付錢拍攝溫情喊話影片
《外交家》5月6日刊登韋利諾夫（Asen Velinov）文章，提到黑人付錢給拍攝溫情喊話影片，在上海封城期間瘋傳的現象，他曾以白人為主題試圖拍攝被拒，但黑人卻因為很『有趣』而被接受，使他感到困惑，中國復旦畢業的波札那電視台採訪主任塞慈希洛（Kabelo Seitshiro）對黑人喊話影片「感到有些不安」。身為黑人的美國社群媒體顧問布拉肯（Chaniece Brackeen）強調，這類影片反而會助長忽視非洲人或黑人人性面的態度。

### 购买“新冠险”申请理赔被拒
据媒体报道，3月8日，市民沈女士花59元买了一份“新冠险”，以“新冠”为主打卖点，条款中明确，如果被保险人成为新冠患者的密接，或因处于中高风险地区而被集中隔离或居家隔离的，可以获得200元一天的隔离津贴，6000元封顶。而沈女士所住小区由于长时间封控，在申请隔离津贴时，保险公司却多次拒绝赔付，理由是近期“上海并没有中高风险地区”的说法。沈女士认为保险公司是在推卸责任。最终双方经过协商，保险公司同意按三天标准理赔600元。在此之后，沈女士的小区又出现多例感染者，3月23日到4月28日，小区一直处于封控状态。沈女士据此第三次申请隔离补贴，要求保险公司再赔付隔离津贴5400元，总金额达到6000元最高标准，但又一次遭到保险公司拒绝。而法律界人士表示，封控小区是否属于允许理赔的情况，需要主管部门进一步界定。而购买“新冠险”申请理赔被拒的并非个例。不过有评论指出，此举违反《保险法》的基本原则，即最大诚信原则。

### 国资委呼吁党员干部捐款
2022年6月，微博流传一张上海国资委的通知，呼吁党员干部捐款抗疫。有网友认为是强制捐款，并且认为清零政策令地方财政陷入困境。

### 周浦医院罢工
3月21日，由于周浦医院部分护士被拖欠工资，核酸采样补贴同样拖延数月发放，加之医院领导在有院内感染的情况下强迫医护患病后继续工作，导致护士罢工。